# TRPGプレイヤーが異世界で最強ビルドを目指す 〜ヘンダーソン氏の福音を〜
『TRPGプレイヤーが異世界で最強ビルドを目指す 〜ヘンダーソン氏の福音を〜』（ティーアールピージープレイヤーがいせかいでさいきょうビルドをめざす ヘンダーソンしのふくいんを）は、Schuldによる日本のライトノベル。イラストはランサネが担当。
メディアミックスとして、2022年8月よりWEBコミックマガジン『電撃コミックレグルス』（KADOKAWA）にて内田テモによるコミカライズが配信開始。

## 概要
いわゆる「異世界転生もの」で、主人公が現代日本人としての人格と知識を持ったまま異世界へ転生し、転生前の知識や転生時に得た能力を生かして活躍する物語。元は小説投稿サイト「小説家になろう」にて『ヘンダーソン氏の福音を【データマンチが異世界に転生してTRPGをする話】』のタイトルで公開されたものだったが、書籍化にあたり現在のタイトルへと改題された。
日本人男性「更待 朔」（ふけまち さく）は30代前半にして若年性癌に侵され、その緩和ケア（瞑想）の最中に神と出会う。そして「汝の為したいように為すがよい」との啓示と共に、とある異世界に転生することから物語は始まる。
啓示により与えられた権能は、前世の学生時代に耽溺した「テーブルトークRPG（以下「TRPG」）」システムを彷彿とさせるもので、幸か不幸か生前の朔は自身のキャラクターをルール上最強の存在にすることを目指す「データマンチ」と呼ばれる種類のTRPGプレイヤーだった。その結果、転生後の世界をTRPG世界に模して、自身の経験と志向に基づく「最強のプレーヤーキャラクター」を目標に自身を成長させ、かつて演じた幾多の冒険者に思いを馳せつつ第二の人生を歩んでいく。
作中では「神＝ゲームマスター（以下、GM）」と置き換えたり、強敵を前にして「ゲームバランス」や「（ゲーム）デザイナー」に対する不満を述べるなどロールプレイ特有のノリが散見され、アーチエネミーやミドル戦闘といった単語や基本ルールブック（ルルブ）を「厚い本」、追加データ集（サプリメント）を「薄い本」と表現するなど、TRPGやゲームに疎い読者にはやや意味やニュアンスが伝わりずらい部分が随所に登場する（ある程度は作中のTipsなどで解説される）。
副題の「ヘンダーソン氏」とは、TRPGにおいてGMが想定した本来のストーリーとは大きく異なるゲーム進行になったものの、通常は破綻するゲーム進行を大団円へと導いたキャラクターの名。そこから「GMの想定したストーリーからどれほど逸脱しているか」を表す指標を「ヘンダーソン・スケール」と呼ぶようになった。本作においては「ヘンダーソン・スケール x.x」と題された小編がたびたび挟まれ、本編の裏事情や本編とは異なる主人公のIFルートが描かれる。
本編は「主人公の年齢と舞台となる季節」で章立てされており、作中における大まかな時間経過を示している。なお主人公は初秋生まれと言う設定のため、季節が夏から秋へと変わるタイミングで主人公の年齢がカウントアップする。
WEB版と書籍版では大筋は一致するものの、WEB版で省略されたエピソードが書籍版にて書き下ろされたり、エピソードの途中経過や参加者が異なる場合もある。本項では主に書籍版の設定を中心（未書籍化部はWEB版）に解説する。

## あらすじ
幼年期 - 少年期（1巻）
三重帝国の片田舎の農村で生まれ育ったエーリヒは、5歳の時に前世を思い出す。
平和な近代社会（日本）で生まれ育ち、大学時代にTRPGに没頭したこと、サラリーマンになったこと、独身のまま若くして病没したこと、短いながらも悔いのない一生だったこと、そして出会った神のことを。
その日から与えられた「権能」を探求しつつ、自身の進路について思い悩む日々が始まる。周囲の両親、兄妹、荘の住人や遊び仲間らと接しながら、時に妹（エリザ）の薬代のため、兄達と仲良く遊ぶため、子供同士の遊びで幼馴染（マルギット）と張り合うため、様々な技能を習得して伸ばしていく。
そして9歳で自警団の訓練に加わり、念願の戦闘術の習得が始まる。歴戦の古強者（自警団長）の指導で急速に伸びていく剣の腕前とは裏腹に、7歳の時にキーアイテムと信じる指輪を入手した後は習得に繋がる手がかりすら見つからない魔法。そうした日々の中で12歳となり、運命の春祭りを迎える。
少年期 魔法使いの丁稚編（2巻 - 5巻）
エーリヒは12歳の春祭りの日、荘を訪れた魔導師アグリッピナからエリザの正体を知らされ、救済策として魔導師の弟子になる道を示される。また妹の学費を稼ぐため自身もアグリッピナに丁稚として雇用され、共に帝都へ移り住むことになる。
帝都ではアグリッピナの師匠であるライゼニッツ卿に気に入られ、魔導院の苦学生ミカや夜陰神の僧セスと知り合い、様々な騒動（魔宮攻略や遁走事件など）に巻き込まれつつ田舎では縁の無かった魔導や礼儀作法を学び、帝国の支配構造や権力社会などを垣間見て、自身の立ち位置や目指すべき目標、そして最強キャラクターの形が見えてくる。
青年期 辺境のLv1ファイター編（6巻 - 8巻）
後援者を得たエリザが魔導院の正規聴講生となった15歳の秋、自身の成人を機にアグリッピナとの雇用契約を終了する。そして念願の冒険者となるべく故郷でマルギットと合流、遥か西の辺境マルスハイムを拠点に冒険者としての第一歩を踏み出す。
この地で武闘派として名高い巨鬼の戦士ロランスと知り合い、数々の英雄譚で謡われる陽導神の僧フィデリオの下に寄宿しつつ、異例の速さで名を上げていく。そして同年代の剣士ジークフリートと魔法薬草医カーヤと出会い、冒険の同行者を得る。
だが衆目を集めるにつれ、既存の有力クランとの軋轢が生じる。冒険者を楽しむべく大組織との付き合い方を模索するエーリヒは、硬軟取り混ぜた折衝の末に自身の居場所を確保する。
青年期 辺境の中堅冒険者（Lv3ファイター）編（9巻 - ）
悪逆の騎士討伐という輝かしい武勲を挙げた新たな英雄”金の髪のエーリヒ”の周囲に若手冒険者が集い（剣友会）、我が友や旧知の問題児が合流してきた。そんな慶事が続く中、辺境領全域に不穏な空気が漂い始める。
冒険者同業者組合からの依頼（物資輸送の護衛）の途中で突如死地に陥ったエーリヒ達は辛うじて帰還を果たし、次なる災難から逃れるべく剣友会を率いて懇意にしている田舎の荘に避難する。しかしそこは「無血帝」による大いなる計画の真っ只中であった。
次々に降りかかる火の粉を払いつつ、エーリヒは皇帝の描く絵図を知る立場にある旧雇用主と連絡を取り、事態の打開を図る。そして得た情報と指示で各地を転戦し、ついに広範囲で猛威を振るう不死の軍団を使役する魔導師、元魔導院教授「屍戯卿」討伐に成功する。
青年期　辺境の小英雄（Lv5ファイター）編（x巻 - ）
辺境全域が土豪勢力蜂起の余韻で騒然としている中、エーリヒは剣友会を正式な氏族として再編し、有名氏族の領袖として冒険者の日々を送っていた。
そんな中、かつて見栄の都で青春と冒険を共にした友の来訪が伝えられる。そして友の窮地を救うため、神器を求め神代から続く忌まわしい伝説の迷宮に挑む。

## 登場人物

### 主人公
エーリヒ / ケーニヒスシュトゥールのエーリヒ
ヒト種（メンシュ）の男性。ライン三重帝国南部のハイデルベルグ行政管区ケーニヒスシュトゥール荘の自作農の第四子。二つ名は金の髪が一般的。
5歳のときに前世の記憶と共に権能を使い始め、自身をTRPGの「プレーヤーキャラクター」に見立てて将来を考えるようになる。基本方針は前世からの運の悪さから固定値至上主義を掲げる。
元が平和な現代日本人でこの世界でも長閑な農村で生まれ育つが、前世の記憶に基づく状況分析と対処法から周囲から見て異常なほど攻撃的な結論に至ることが多く、徐々に前世の記憶（家族や友人の顔・名前）を忘れつつあるがTRPG関連の知識や経験は鮮明に残っている。
妖精が好む母親譲りの金髪碧眼で、様々な妖精から“祝福”されて妖精的に好ましくない現象は掻き消される。歳と共に妖精の関心は薄らいでいくが、名前を教えられたウルスラやロロットは今も共にある。
アグリッピナには契約形態こそ丁稚であったが実態は貴種の従者（近侍）として仕え、自然と言葉使いや礼儀作法を覚えて身嗜みや立ち居振る舞いもそれに見合った洗練されものになり、冒険者になって以降も貴種との直接対応が可能な水準を維持している。またこの時期に「剣術を主軸に補助的に魔法を用いる」方向性を定め、アグリッピナや対戦した仮面の貴人から高い評価を得た。
宮中伯兼ウビオルム伯となった当初のアグリッピナ唯一の家臣として周囲から伯爵の懐刀と見做され、冒険者となるべく職を辞すも「あれほど有能な手駒を手放すはずがない」として直属の密偵と勘繰られている。
マルギットと共に西の辺境伯領マルスハイムを拠点に冒険者としての活動を始め、他の同期より早い昇級などで目立つ存在となり、特徴的な“金の髪”が二つ名として広まっていく。その後、剣友会の領袖となるも、かつてTRPGで演じた幾多の冒険者を忘れず、自ら冒険の渦中に飛び込んでいく。
主な装備/所持品
- 喫煙具一式

丁稚奉公が明ける際に、成人祝いとしてアグリッピナから下賜された品。アグリッピナが長年愛用した逸品で、様々な魔導術式が施されている
調合した薬草や魔法薬などの効能を肺から吸引する道具で、主に魔力の養生（回復）や精神的な効果を得る目的に使われる。この世界では一人前の魔法使いの必需品とされ、喫煙に関しては簡易型の”紙巻き”や煙厳禁な場所用の”嗅ぎ煙草”なども後に登場する。
- 恩賜の指輪。

丁稚奉公が明ける際に、感状代わりに与えられたウビオルム伯爵家の家紋が刻まれた金無垢の指輪。
一般に奉公中の功績に対して主人（主に貴種）が与える事で所持者の身元だけでなく人柄や能力も保証する品とされ、所属する家中を証明する身分証としても使用される。エーリヒは今後も彼女に利用される気がしたものの、受取拒否もできず手放すことも出来ない代物のため、普段は見えない形で肌身離さず身に着けている。
作中の登場場面は少ないが、辺境動乱時のフラッハブルグ城塞にて代官ボーベンハウゼン卿に身分証代わりに提示する場面がある。
剣術 / 戦闘関連
九歳から自警団長ランベルト自らの指導により戦場刀法の技量を急速に上げていき、丁稚時代の十三歳夏までに〈達人〉、冒険者になるべく故郷に戻った十五歳冬までに頂点の〈神域〉に到達している。
基本は片手剣（送り狼）で、渇望の剣以外の両手剣や槍などを主武器とする場面はほぼない。さらに辺境動乱前に概念破断を習得、すべての物/事象を断つ事が可能となった。
また実家の農耕馬の世話をする術として騎乗スキルを習得、冒険者としては希少な特技となった。
武具は丁稚になる前に革鎧一式を自力で調達、餞別として長剣を父から贈られた。またアグリッピナの下を去る際に円盾と軍馬を下賜される。これは農民や庶民出身の若手冒険者としては破格の装備で、上流階級を思わせる話し方や身なりと相まって道中で度々馬泥棒や野盗を引き付ける結果となる。
ちなみに一般的な冒険者志願者の装いをジークを例にすると、荘を出た際に自衛団から廃棄寸前だった剣を持ち出したものの主武器は手槍で、防具は簡素な胸当て程度。手槍の柄が折れた際には費用捻出に苦慮しており、鎧一式や持ち馬に至っては剣友会の副頭目として名が売れた後に揃えている。
武具
- 長剣“送り狼”

父が傭兵時代に勝ち取った戦利品で、旅立ちの門出に譲り受けた長剣。銘の送り狼には”家まで無事に送り届ける”という意味がある。
魔法的要素はないが複数の素材で積層構造を作る模様鍛造で作られ、父の傭兵時代の武具は実家を継いだ時にほぼ全て売却したが、これのみは家族にも秘匿して保管していた逸品。後にエーリヒの冒険譚にも愛剣として登場して父を喜ばせている。またエーリヒを指す隠語に”狼”が使われる由来ともなった。
- 短剣“妖精のナイフ”

帝都に向かう途中で救出した風の妖精ロロットからお礼として提示された、”お肉しか切れない”カランビットナイフ。
意味は”防具に邪魔されずに肉を切る”こと（俗に装甲点無視）で、さらに妖精が見える者にしか視認できない特性とその形状から隠し持つことが容易なため護身用にほぼ常に身に着けている。
- 両手剣“渇望の剣”

自身の持ち主を求めて魔境を作り出し、それを制覇したエーリッヒを持ち主と認識した魔剣。
意思を有しており、執拗に使ってくれと呼びかけてくる、持ち主以外が触ることを拒絶する、捨てても帰ってくる、呼べば手の内に現れる等のヤ〇デレで〇トーカーな気質。剣の性能としては、折れず・曲がらず・欠けず・鈍らずといった「十全な状態を保つ（不壊特性）」のみだったが、後に持ち手の意思に応じて大きさを変えることを覚える。なお、呼べば手の内に戻るので投擲武器としても使えるものの、そういった「本来の剣の使い方」以外をした場合は猛烈な抗議を受けることになる。
見た目の禍々しさもあって秘匿していたが、モッテンハイム防衛戦で公となる。それによりエーリヒは”魔剣に憑かれた英雄”と周囲から認知され、エーリヒが行使する魔法も魔剣の能力と都合よく解釈された。
アグリッピナの見立てでは剣の権能は”奇跡の様なもの”（魔導や魔法ではなく、世界の理に沿ったもの）で、ウルスラによると”私たちよりも古い”（大抵の存在よりも古い）とのこと。
- 硬革の鎧

ケーニヒスシュトゥール荘の鍛冶師スミス氏作。将来的に身長が伸びた場合にも対応可能な工夫が施された実戦的な革鎧。
材料は上質とは言えない普及品だが、帝都での「仮面の貴人」戦で大きく損傷した際に修理した職人（皇統家の依頼を受けるほどの親方）が賞賛した逸品。
- 円盾

アグリッピナから餞別として下賜された片手持ちの小型盾。
作者不詳ながら、帝都で貴種の依頼を受けるほどの名工の作。凡そ3年に渡って成長を見てきたアグリッピナが、魔導院払暁派の戦い方と共に贈った。
軍馬
- カストル、ポリュデウケス

西方混血種（オステンブルート）と呼ばれる軍馬品種の牡馬。
アグリッピナが所有していた兄弟馬で、丁稚となって以降はエーリヒが世話しており、お使いや御用板の依頼などで帝都を出る際に騎乗していた。貴種の使用馬としては高齢（10歳超）だったこともあり、退職祝いとして払い下げられた。
剣友会発足後にそれぞれに子が出来、クリュタイ・ムネスタイと名付けられた。
魔法関連
故郷に居た時期には自然発現する独覚系魔法以外はスキル解放の手掛りは掴めなかったが、十二歳でアグリッピナの丁稚となると事前の説明もなく唐突に”使用人が魔法を使えないと私が不便だから”という理由で開眼させられ、念願だった魔法スキルが解放される。
とはいえ使用人であって弟子ではないため、アグリッピナから魔法書が渡され「聞けば教える」という形で魔法の習得が始まり、さらに魔導院トップクラスのライゼニッツ卿からも教えを受けられる特異な立場となる。正規教育を受けていないため魔導師は名乗れないが、払暁派系統の術式を使う魔法使いとしてナンナやヤンネなど魔導院出身者には関係者と見做されている。
その特徴は、前世知識による化学反応を援用した近代兵器（スタングレネードや燃料気化爆弾など）の再現にある。
主に覚えた術式は使用人（魔導従者）が使う家事魔法や基礎的な術式で、後々まで多用する「見えざる手」も家事魔法に分類される。また通信手段もアグリッピナが高度な精神魔法に属する「思念伝達」（双方向で意思伝達が可能）を使うのに対して、家事魔法に属する「声送り」（対象となる標を用意して、そこに声を伝える。伝達距離は同じ都市内程度）を使う。
各種オリジナル術式も威力や効果は触媒による化学反応に依存、術式自体は簡易な術式の組み合わせとなる。それゆえ魔力量は平均的なレベルで成長を止めている。
例外的にアグリッピナ直伝の空間遷移魔法を低レベルながら習得している。冒険者となる頃には物の遷移が可能になり、辺境動乱での教訓から「視界内での自身の遷移」が可能な段階に進んだ。
オリジナル術式
- 騎士団（見えざる手）

家事魔法の「見えざる手」を強化・多重起動して、それぞれの手に剣を持たせて疑似的な集団戦を可能にした術。
初期は多重思考で操っていたが、より実戦的な動きをさせるため多重併存思考を取得、その点から持続時間は短い。
原型の「見えざる手」は隙間に落ちた小物を拾い上げる用途の術で、成人男性並みに力を強化したり触覚を持たせたりすることで剣を振るう以外にも、無理な体勢を支えたり、傷口を圧迫して止血、視界外の手探り、拡大して足場や物理障壁、相手の行動を阻害など多種多様な使い方をしている。
- 空間遷移障壁

空間遷移魔法の「空間の裂け目」を流用した防御障壁。
目的の空間に繋げるために最初に生成する空間の裂け目は、そのままでも何処とも知れない空間に繋がっており、物理的・魔法的な攻撃を裂け目に入れる事で無効化する障壁に流用した。発現自体は瞬時にできるが裂け目を維持するだけでも魔力消費は大きく、短時間であっても多用は出来ない。なお、渇望の剣はここに放り込んでも、生来の権能により帰ってくる。
- 隔離障壁

隔離障壁とは物理的・魔法的な接触を阻む障壁。術者によって強度や特性などを様々に加える基礎となる。
エーリヒの術式は寒気や水分を阻む防寒用や雨具として構築され、必要に応じて「特定の物質」だけを阻むなどのアレンジも容易。対戦した仮面の貴人から「多様性のある中々に美しい式」と評価された。
- 閃光発音弾

非致死性の制圧手段として開発したオリジナル術式。
ドロマイト鉱石粉とアンモニア塩から変性したマグネシウムと過酸化アンモニアによる化学反応（光と音量）を魔法で特定方向に集約させ、対象範囲内の生物をショック状態にして無力化する。前世でスタングレネードなどと呼ばれる対テロ・暴徒鎮圧用特殊弾がモデル。
実際に襲ってきた野盗などは生きたまま捕縛した方が報奨金が高く設定されているため作中での使用頻度は高く、モデルにした兵器ほどの威力は出せていないが実用上は十分と判断している。
- テルミット焼夷弾

最高火力を求めて開発した単体目標向けオリジナル術式。
ミョウバンから抽出・増量したアルミニウムを酸化鉄と混ぜ合わせ、テルミット反応により強力な閃光と鉄をも溶かす4000度以上の高熱を発生させる。高温も発光も純粋に化学反応によるものなので、反応が自然に終息するまでは通常の消化手段（水をかける、空気を遮断する、術式を破壊する）は効果がない。
その火力は某教授から「戦略級術式の熱量に近い」と評価され、後にアグリッピナが職務の煩わしさから「（これを）コピーして焼き払えたら…」と例に出すほどの高火力を実現。
結果、高火力過ぎて「絶対殺す対象」にしか使えず、意外と出番は多くない。なお辺境動乱時には切り札的な物としてカーヤによる投擲型が作成され、ジークフリートが使用した。
- 燃料気化爆弾

広域殲滅用として開発したオリジナル術式。起動ワード“雛菊の華”。
現代の気化爆弾を模した術式で、開放した触媒が爆発的に膨張し、起動ワードで点火して連鎖的な爆発を広範囲に巻き起こす。爆発は膨張範囲内で多重発生し、その衝撃波により肉体を内部から破壊する。触媒とした液体酸素生成には高位魔導士（アグリッピナ）の助力は不可欠で、代用できる新たな触媒も思い付かず冒険者となって以降の製造は困難となる。
効果範囲内では正しく「殲滅」に近い致死性を発揮し、安易に使用できるものではなくなった。
- 油脂焼夷弾

目標に持続的ダメージを与える様に開発したオリジナル術式。
精製した油脂にゼラチン（増粘剤）を加えて、さらに術式により多少空気を遮断しても燃焼し続けるようにしている。
油脂類が火炎系術式の触媒（威力向上）になることはこの世界でも知られており、原材料も入手が容易でカーヤによる魔法薬（地雷型、投擲型）も作られた。
- 単分子原子障壁

隔離障壁を攻撃に転用して疑似的な「装甲点無視」を実現した術式。
可能な限り薄くした物理特化の隔離障壁で剣の刀身を覆い、極薄の隔離障壁で「分子結合の合間を縫って傷を作り、刃が潜り込む隙を産む」、そこを導線として刀身が障害物を突破する。非常に高い精度が必要で初出し（モッテンハイム荘防衛戦）時には数秒が限界だったが、決定機に相手の武器を切断したり、防御を無視した一撃を加えることが可能。
対物理では概念破断に近い性能だが、一定のタメが必要な概念破断に対して瞬時に発動できる上に術式を維持出来る範囲なら投擲にも使えるなど優る点があり、ハルパ・ヘイルトゥエンとの一騎打ちでも使われる。
- TNT式爆裂弾

作成困難な燃料気化爆弾の代わりに考案した広範囲向けオリジナル術式。
TNTの生成方法は硫酸と硝酸を使った二段法と思われるが詳細は不詳、作中ではミカやエリザが作成に協力しており、エーリヒだけで作れるかは不明。
燃料気化爆弾に比べると至近距離でない限り致死性はさほど高くなく、まさに「ザコ散し」と云うには十分な殺傷能力となった。
魔導具
- 焦点具“月の指輪”

7歳の春に隊商の老魔導師から譲られた指輪型焦点具。
現在主流の焦点具は倍率や効率を重視した杖型で、携帯性重視の指輪型は廃れて久しく、高価ではないものの珍品といえる。魔力量が少ないエーリヒには性能面で不利だが、剣を振るいながらサブアクションで魔導が使える利点は大きく、”完璧に魔法剣士向き”と常時身に着けている。書籍版ではヘルガ由来の蒼氷色の宝石を付け、効率面が多少改善される。
指輪型は暗器としても優秀な点から、廃れた背景にエーリヒは意図的なものを感じ取っている（値段の割に珍品と言われる程、実物が少ない点からも）。
- 空間遷移の箱

内側に空間遷移の魔法陣が刻まれた木箱。魔法陣/術式はアグリッピナ監修。
「見えざる手」に持たせる複数の剣を省燃費で出し入れするために自作。中身を選んで、あるいは箱ごとの手元に引き出せる。この箱を用意する前は現地調達の武器を使用していたが、これにより事前に用意した上質な剣を使用できるようになった。
“未来仏”から授かった権能
自身の様々な要素が可視化され、その要素に対して経験値を任意に割り振り出来る権能。
この権能自体はエーリヒが意識を向けることで「視界」に現れるが、周囲からは「何もない所をぼーっと見つめている」ように映る。またロック解除（スキル取得が可能になった時）などの変化が起きた場合「視界の隅に通知がポップアップされる」描写があるなど、コンシューマゲームにも似たインターフェイスを持っている。
具体的には〈膂力〉や〈耐久力〉など基礎ステータス（身体能力）、後天的に習得/上達する「技能/スキル」、体質や趣味嗜好などを示す「特性」が視覚化される。各パラメータは円柱として表現され、基礎ステータスを中心にそこから派生する特性やスキルが周囲に林立する形となっている。これらのパラメータは十数年かけても全てを確認できないほど多彩であるため、検索機能が付いている。また簡易な説明文（フレーバーテキスト）も付記されており、ロック状態であっても内容を伺い知ることはできる。
通常、身体能力や技能を成長させるには行動や学習を行い、その結果として能力や技能が成長していくが、この権能では成長する値（経験値）が一時的に留保され、任意のときに任意のパラメータに割り振ることができる。例えば「雑草を抜く」ことで普通は基礎ステータス（膂力や持久力、器用）や植物を見分ける・抜く技能が自然に成長していくが、この権能により変化はなく（体が動きを覚えるので、雑草抜きが巧くならない訳ではない）経験値という形で蓄積される。この経験値を任意のパラメータに割り振ることで、雑草抜きで「剣術が上達」「物覚えが良くなる」などが可能となる。
このように実体験と異なる技能や能力の取得・上達が可能であるが、スキルや特性を取得するには後述する前提条件が設けられ、行動と結果の因果関係が維持されている部分もある。またスキルだけ取得しても、体がそのスキルに馴染むにはそれなりの修練が不可欠となる。
選んだスキルにしか経験値が振られない事で、あるスキルの熟練者であれば自然と取得している関連スキルが無かったり、強化されるべき基礎ステータスが成長してないなど歪な成長に繋がる危険性もある。また経験値を割り振るまでは成長しない点をアグリッピナに、「相変わらず不思議な成長」と言われる場面もある。
作中に必要経験値が”二桁違う”等の記載があり、数値化されていることが判る。また本来自動で行われる経験値の振り分けを一時保留して任意の振り分けにしているだけなので、一度割り振った経験値は不可逆となる。これらの点からエーリヒは、TRPGのキャラクター構築システムとの相似性を感じている。
基礎ステータスは、〈肉体〉カテゴリに属する以下の計10個
*〈膂力〉〈耐久力〉〈免疫力〉〈持久力〉〈瞬発力〉〈器用〉〈思考力〉〈記憶力〉〈魔力貯蔵量〉〈瞬間魔力量〉
〈思考力〉は思考の速さと合理性、〈魔力貯蔵量〉は魔力を貯める「タンク」の容量、〈瞬間魔力量〉は魔力を出力する「蛇口」の大きさと説明されている。〈肉体〉カテゴリの周辺には〈精神〉〈教養〉〈体術〉〈感覚〉〈社交〉などの基礎カテゴリが配置され、更にその周辺に無数の職業カテゴリが配置されている。特性や技能は、これらのカテゴリの下位に位置している。
各パラメータの「評価値」（いわゆるレベル）は相対的な目安としてスケールIからIXまでの9段階で示される。スケール毎の名称は、以下の様になっている。
*基礎ステータス：〈虚弱〉〈貧弱〉〈貧小〉〈平均〉〈佳良〉〈精良〉〈優等〉〈最良〉〈寵児〉
*スキル　　　　：〈手習〉〈初心〉〈基礎〉〈熟練〉〈熟達〉〈円熟〉〈妙技〉〈達人〉〈神域〉
現時点で取得できないパラメータは選択不可（グレー表記）として表現されており、解放には前提条件のクリアが必要となる。前提条件が異種族であったり〈生粋の貴族〉のように生れた時に決まるものは一生解除できないが、スキル持ちによる指導や一定レベル以上の関連ステータスやスキルを要求するもの、年齢制限のあるもの、自身の「考え方」に連動するもの、など様々ある。また「神童」「大器晩成」のような期間限定であったり、「天才」のようなメリットだけでなくデメリットがあるものもある。
ただし、これらのパラメータが実際の行動にどの程度の影響を与えているのかを示す具体的な数式は不明。エーリヒはパラメータの説明文などから各パラメータの組み合わせによって高い相乗効果が期待できる「コンボゲー」の趣を見出している。
特殊な特性
- 神童

権能を使い始めた初期に取得した経験値にボーナスを加える特性。子供特有の物覚えの良さや習得の速さを現わす早熟系の中では最上位の特性。期限は成人（ヒト種では15歳）まで。
全ての経験値取得に大きな補正（加増）がかかる。とはいえ子供限定であるため必要経験値が少ない初級から中級までは明確な差となって現れるが、期限切れ以後（必要経験値が多い上級以上に至る頃）には日頃の鍛錬次第で大きな差はなくなることも（”十で神童…二十過ぎれば只の人”）。
前提条件は不明ながら、基礎ステータスの〈思考力〉や権能には表れない精神的な成熟度（精神年齢）などが関与していると推定され、エーリヒは前世を思い出した時点で考え方や精神年齢が成人レベルになるので必然的に最上位版が取得可能になったと思われる。
- 光輝の器

成人以降の経験値増強策として選んだ特性。他者の評価を経験値に還元する。
周囲の評価や期待が高ければ高いほど、より才能を発揮するタイプを現わす。高評価や名声を得なければ「宝の持ち腐れ」となるが、元々冒険譚を吟遊詩人に謳われるような存在を目指すエーリヒにとっては甘受すべきリスクと割り切った。
前提条件は不明ながら、権能には表れない性格的な面（自己顕示欲や強心臓など）が関与していると推定される。また、この特性を見つけたのは神童の替わりを探し始めた後（成人する直前）だったことから、周囲の高評価を得やすい早熟系特性との重複に制限が設けられている可能性もある。
- 雷光反射

反射行動時の身体的特徴を現わす特性。
突発的な出来事に対して固まってしまう人がいれば反射的に動く人もおり、この特性は反射行動ができる人の最上位版となる。文字通り「雷光のような反射速度」で、発現中は体感の経過時間が遅くなる様が作中で描かれている。
前提条件は不明だが他者の行動を察知した瞬間に発現する事から、幼い事から隠行に優れたマルギットの不意打ちを日常的に経験してきた事で身体的特徴として取得可能になったと思われる。
- 艶麗繊巧

基礎ステータス〈器用〉が絡む判定において、他の基礎ステータスを全て器用で代用する特性。
作中では「磨き上げた技術さえあれば力も速度も最低限で十分」と説明されており、他ステータスにもほぼ同様の特性（例えば、技が拙くても剛力〈膂力〉で押し切る・素早い〈俊敏〉攻撃で相手に何もさせずに圧倒する、など）があると推定している。さらに「〈器用〉判定を用いるスキルを一つ、他種カテゴリのスキルに組み合わせることができる」ため、作中では格闘スキルの〈奪刀〉を剣の攻撃に組み合わせ、剣による〈奪刀〉を実現している様が描写されている。
エーリヒは〈器用〉が〈優等〉（上から三番目、十一歳の夏）の時に取得しているが、他の条件は不明。作中では「悪逆の騎士」の悪名を辺境域全域に轟かせたヨーナス・バルトリンデンが、〈膂力〉の同種特性を持っていたと推定されている。
- 概念破断

剣技の最高峰に位置し、全ての事象/現象を「切る」ことが可能となる特性。常時発動形。
剣の道を究めていくにつれて、物理的な剣の限界を突破する特性は各種存在している。例えば魔法を切る、神聖を否定する、など特定の事象を切れるようになる。概ね〈神域〉あるいは〈達人〉に到達する頃には、何かしらの特性を取得しているのが普通。この特性は、それら物理以外を切る特性を得た突出した才能の持ち主が、さらに修練を重ねることで最後にたどり着く集大成（オールインワン）と位置づけられる。
前提条件は途方もなく高いが、戦場刀法を〈神域〉に器用も〈寵児〉にして、さらに「艶麗繊巧」により他のステータス要求をすべて〈寵児〉に置き換えることで取得出来た。
Web版では屍戯卿討伐の為に直前で取得したが、書籍版ではモッテンハイム荘防衛戦時で取得済み。ただレベル（スケールIIの〈初心〉）が低かったため発動には一定のタメが必要で、相手によっては使いずらいものとなっている。
- 多重併存思考

完全に独立した思考を複数併存させられる特性。
素の能力が高い長命種でも多少の訓練が必要で、研究者（アグリッピナ）を例にとると常に複数の理論構築をしつつ、それに対する反証や検証も同時に行い、さらに周囲を常時監視/警戒しつつ、日常生活を過不足なく送れる優れもの。
エーリヒは当初、下位互換的な多重思考で複数の「見えざる手」を運用していたが納得できる水準には届かず、権能的に取得可能だったので取得した。実際に使用するとヒト種の脳が耐えられるのは限られた時間で、長期戦や連戦には使えないものであった。
前提条件は不明ながら、基礎ステータスの〈思考力〉や下位スキルの有無（習熟度）などが関与していると推定される。
なおエーリヒは自覚していないが、この特性は通常ヒト種（や大多数の種族）が習得できるものではなく、一般に長命種の特徴とされている。
- 天才

特定分野において突出した才能を現す特性。
選択した分野の必要経験値が大幅に軽減される反面、その他の分野に大幅な加増が課せられる。これは得てして天才と称される人は、他に何もできなかったり、性格が破綻していたり、といった才能の一点集中型になる事を現わしている。また重複取得が可能な点も特徴だが、メリットだけでなくデメリットも重複する。
エーリヒの場合、魔法剣士として複数の分野を伸ばす必要性があり、また権能により経験値を特定分野に集中できる点からメリットよりデメリットが大きいとして取得を見送った。
- 秀才

分野を特定せずに、満遍なく経験値が増える特性。これは「どんな事でも卒なく熟す」を現わしている。
デメリットは無いが効果は薄く、突出した才能に至るには不向き。エーリヒの場合は経験値を望む分野に集中出来るため、光輝の器を見つける前は「これでお茶を濁して、時期が来たら大器晩成でブースト」と考えていたが、やはり神童に比べ物足りなさを感じていた。
なお「光輝の器」との併用可否は不明。（エーリヒが取得したとの記述はない）
- 大器晩成

読んで字のごとく、壮年以降に効果を発揮する特性。神童など早熟系特性の対極。
ヒト種では30歳以降に必要経験値が減少していくので、取得するにしても「今じゃない」と判断している。
更待 朔（ふけまち さく）
エーリヒの前世。現代日本に生きていた男性で、詳しい生没年は不明だが「我慢弱い乙女座のパイロット」「さては○○だなオメー」などと言ったモノローグから、西暦2000年代後半から2010年代前半のサブカルチャー知識を持ち合わせていることが分かる。また令和の元号を知っており、少なくとも2019年4月までは存命だった様子。
家族は両親と既婚の姉、姪の存在が語られており、未婚だが男女交際の経験はあるらしい。女性キャタクターのロールプレイの研究と称して一時期ハーレクインにハマっていたなど、乱読家であることが窺える。喫煙者だったと思しき描写もある。大阪出身で国立大学文系学科卒業後、商社で管理職を務める傍ら「趣味を十分に楽しんだ」が、若年性の膵臓癌により30代半ばで没した。
TRPGに関しては「1000点で言語1つ覚えられるセージ技能」「某ドラゴンと迷宮の物語」「モダンホラーとコズミックホラー入り乱れるPCが限りなく無力なシステム」などへの言及がある。TRPGにおいては自身が主役となることに拘っておらず、主役を支える役回りを好んでいたとのこと。またダイスの出目が悪いため、幸運に頼った能力を避け確実性が担保された「固定値」を重視する傾向がある。他にもボードゲームやTCGに関したモノローグもあり、それらのプレイ経験もある様子。
ヘンダーソン・スケール1.0 Ver0.1（デキ婚ルート）
冒険者の鍛錬中にマルギットとできちゃった結婚し、荘で猟師と予備自警団員を兼業するルート。
イゾルデと言う母親似の娘がいる。なお作者によると、他のルートでは魔術やコネ等に割り振られるはずの経験値のほとんどを、このルートでは剣士としてのスペック向上につぎ込んでいるため、純粋な剣士としては最も高スペックな「村の剣聖」でもあるとのこと。
ヘンダーソン・スケール1.0 Ver0.2（妖精狼ルート）
妖精たちから“祝福”を受けすぎた結果、迷い人を助ける妖精“送り狼”となるルート。
前世を含め人間だったころの記憶はほぼ失ったが、面倒見の良い性格は変わっておらず、それが“送り狼”と言う妖精の在り方と合致した様子。彼の剣と革鎧はエリザが受け継ぎ、“妖精狩り”の異名で知られる冒険者となって「兄」を取り戻すべく妖精狼に挑み続けている。
ヘンダーソン・スケール1.0 Ver0.3（漂泊卿ルート）
冒険者になる準備として魔導院の聴講生へと進んだ結果、20代にして教授位を得てエーリヒ・フォン・ダールベルク卿となるルート。
通常は複数人で発動する戦略級術式に近い火力を単身で発動する秘匿術式を複数操る払暁派随一の戦闘魔術師にして、幻想種研究の大家として知られる。冒険者への憧れは、“漂泊卿”と呼ばれるほど各地を勝手気ままに放浪する癖として残る。ある没落貴族の息女を直弟子にとっており、彼女を大変可愛がっている。
ヘンダーソン・スケール2.0 Ver0.1
書籍版4上巻に掲載。ライゼニッツ卿の“客員聴講生”になり、最後は宝物庫の番人となるルート。
アグリッピナの丁稚から、10年分の休暇と引き換えにライゼニッツ卿に身売りされる。その後“月明かりの君”なる二つ名を持つ戦闘魔術師エーリヒ・フォン・ダールベルク卿として活動していたが、齢70を超えた現在はライゼニッツ卿の宝物庫の番人となっている。
ヘンダーソン・スケール1.0 Ver0.4（吸血種ルート）
ツェツィーリアの眷属（吸血種）にして、帝国騎士エーリヒ・フォン・ヴォルフ卿となるルート。
マルティン戦で重傷を負って血まみれとなった直後、駆けつけたツェツィーリアが本能に負けてエーリヒと血の交換を行い眷属となる。ツェツィーリアの即位（慈愛帝）により帝国騎士となり、テレーズィアを手本に吸血種の特性を最大化した「最強ビルド」を目指した結果、「吸血鬼」と言う吸血種への蔑称が三重帝国においては彼個人の異名と化している。
吸血行為を忌避しないため本来なら主の血が薄まり独立した吸血種になれるが、ツェツィーリアの眷属であり続けるべく彼女に血を捧げ続けている。
ヘンダーソン・スケール2.0 Ver0.2（死霊ルート）
アグリッピナと結婚させられてエーリヒ・デュ・スタール伯爵となり、寿命で逝去した後に「死霊化術式」によって蘇ったルート。
アグリッピナとの間に一男三女を儲け、周囲からは仲睦まじい夫婦として慣用句（スタールの如し）や演劇の題材ともなったが、結婚当初は冒険者への夢が断たれたことで恨んだこともある。その後、子供の誕生により態度を軟化させ、数百年を共に過ごす。生前の記憶や趣味・志向に至るまで完璧に継承させて蘇らせる死霊化術式は、アグリッピナの他にライゼニッツ卿などが協力して約40年かけて実現した。
三人の娘はエーリヒが育児を行ったため立派なファザコンに育ち、それぞれ個性的な魔導師として魔導院で教授位にある。息子は途中でエーリヒが逝去したためアグリッピナが育児した事で母親の恐ろしさを知り、「狼の後継」と噂される傑物に育つ。
ヘンダーソン・スケール1.0 Ver0.5
書籍版6巻に掲載。冒険者として活動する傍ら、アグリッピナの密偵となるルート。
アグリッピナとグンダハールが状況に応じて手を組んだり敵対したりするため、彼らの部下であるエーリヒとナケイシャも敵味方が複雑に交錯する間柄となっており、マルギット公認の上でナケイシャとの間に娘を儲けている。
ヘンダーソン・スケール1.0 Ver0.6
書籍版7巻に掲載。マルスハイムの冒険者社会で、裏の顔役とも言える“調整役”となるルート。
冒険者として名を挙げつつあった頃に色々と確執が生じた3つの冒険者氏族を勢い任せで潰した結果、冒険者氏族の力関係の空白を埋める立場（調整役）となる。氏族間協定の場として、一流の冒険者しか利用できない酒保“金の牙酒房”のオーナーとなっている。
ヘンダーソン・スケール1.0 Ver0.7
書籍版8巻に掲載。マルスハイム辺境伯に騎士叙勲され、帝国騎士エーリヒ・フォン・ヴォルフ卿となるルート。
マルスハイムで冒険者として活躍していたが、使える手駒が欲しかった辺境伯の囲い込み戦略により半ば強制的に騎士となる。そのためアグリッピナからは、自身の誘い（騎士叙勲）を蹴ってまで冒険者になったのに…と失望される。
ただアグリッピナの助力で自らの判断で動ける独立した遊撃騎士の立場を与えて貰えたため、汚名挽回のため日々努力を重ねている。その結果、マルスハイムを脅かす土豪達を倒し続け“辺境の盾”の異名で呼ばれるようになっており、辺境伯や周辺の者には疎まれるものの庶民には英雄視されている。
ヘンダーソン・スケール1.0 Ver0.8
書籍版9上巻に掲載。帝国北方に居を移し、極地圏や北方半島圏から襲来する海賊退治をして北方半島圏の“神”の呪いを受けたルート。
マルスハイムで冒険者を始めるも辺境伯からの誘いや土豪勢力との騒動などに嫌気がさして、帝国北方に活動の場を移した。ただ、そのことは今も悔恨の念として心に残っている。
居を移した後は一般に邪神とされる「応報の女神」を旗印に略奪者により家族を喪った復讐者たちを率い、略奪者たちに一切の容赦をしない様から帝国民からは“海賊吊し”、略奪者からは“詩なき剣のエイリーク”として知られている。
ヘンダーソン・スケール1.0 Ver0.9
書籍版9下巻に掲載。一椀党の事情に同情し、彼女らを配下として受け入れたルート。
彼女らの働きもあって数々の偉業を成すも、察知した陰謀を軒並み潰しまわった結果、絶対の信頼を置ける“盾”が傍にいなければ眠れないほど精神的に追い込まれる。
なお、美女の冒険者を多く侍らせたこともあって、巷では“女衒”や“誑し”の二つ名で呼ばれている。

### 主な登場人物
マルギット
本作のメインヒロイン。蠅捕蜘蛛種の蜘蛛人（アラクネ）の女性でエーリヒの2つ上の幼馴染み。種族特性による幼い容姿と、それに反する妖艶さを併せ持つ。ヒト種で猟師の父と蜘蛛人で元傭兵（斥候）の母コラレ、妹の存在が語られている。
父親の家系が代官公認のお抱え猟師で、種族特性も相まって彼女自身も優れた猟師にして斥候である。幼少期よりエーリヒを特別視しており、荘内においてはほぼ公認の仲。エーリヒが丁稚として帝都へ発つ際に将来を誓い合い、帝都から戻るとかつての誓い通り、エーリヒの背中を守るべく冒険者の道を歩んでいく。
元々のスキル構成は両親譲りの野外活動に適した構成。マルスハイムにてフィデリオの伝手で一党のロタルに師事して街中にも適応、エーリヒの相方として“音なし”の二つ名で呼ばれるようになる。エーリヒが16歳の春には、めでたく男女の仲となった。
エリザ
エーリヒの5つ下の妹。母によく似た顔立ちと金髪だが、瞳の色だけ父に似た琥珀色。
病弱で見た目や言動は年齢より幼く、末っ子で唯一の女の子のため家族全員から可愛がられており、最も歳の近いエーリヒに特に懐いている。そのため自身からエーリヒを“横取り”するマルギットをあまり快く思っていない。
実は取り替え子によって一家に生まれた半妖精で、7歳（エーリヒ12歳）のときにアグリッピナにより正体が明かされる。帝国では妖精由来の強大な魔力が危険視され、強制排除または隔離される決まりであったが、救命策として魔導士（アグリッピナ）の弟子になることが提案された。当初は嫌がっていたが、アグリッピナから「今のままではエーリヒを“お友達”に盗られてしまう」と言い含められ、兄と一緒に居たいがため勉学に励むこととなる。
またエーリヒと、ずっと一緒にいたい、危険な目に遭ってほしくない、と思っており、エーリヒが自ら危険に飛び込むことを止められないと悟り、代わりに「自分が兄を守る」事を意識して以降、著しい成長を遂げていく。なおエーリヒからも「世界一可愛い妹」として随所で兄馬鹿ぶりを発揮して愛されているが、恋愛対象とは見做されていない。
エーリヒが去った後は魔導院内での従者の役割を引き継ぐが、多重併存思考という一種のチート能力があったエーリヒとは異なり、その処理能力は一般レベル。更に魔導院内でのコネクション作りに研究員への昇格準備が重なり、苦労している様が描かれている。
元が何の妖精だったかは明らかにされていないが、香りやにおいに関する魔術に秀でた描写が見られる。IFルート（妖精狼ルート）では非定命化したエーリヒに合わせヒト種以上の寿命と若い女性の姿を保つことが語られ、別のIFルート（漂泊卿ルート）では魔道院教授となり、"香り高き"の二つ名を持つ「フォン・レムヒルト」となっている。
アグリッピナ・デュ・スタール / アグリッピナ・フォン・ウビオルム
長命種（メトシェラ）の女性で帝国魔導院の払暁派に属する研究員である魔導師（マギア）。
長い銀髪を結い上げ片眼鏡をかけた薄柳と紺碧の瞳を持つヘテロクロミアの美女で、年齢は登場時点でおよそ150歳。正式な名乗りには20ほどの名が連なるが、三重帝国では父が付けた名（アグリッピナ）と家名のみで通している。
西方の大国セーヌ王国有数の名家の令嬢（初姫）で、地位と財力も併せ持つ生粋の貴種（ブルー・ブラッド）として生まれた。ただ幼少期から成人までは父親と共に世界各地を巡りながら育てられる。そして成人を期に独り立ちすると、それまでの旅路で一番相性の良かった帝国に単身で居を構える。
父親は重度の放浪癖で長年旅を続けており、貴種には珍しく自ら娘に教育を施したり、アグリッピナも理解できたのが最近だという高難度術式を常用していたりと、変わり者であると同時に優秀な魔導士。その父親の薫陶よろしく優秀な魔導士に育つ。
性格は自堕落で怠惰で「怠けるためなら手段を問わず労力を惜しまない」面がある。また無類の物語好きで重度の書痴、人物伝などを読み漁っては「他者の人生こそ最高の戯曲」と宣うほど、誰かが「何かやらかす」のを傍で眺めるのが最高の娯楽と思っている。研究員採用後はその性癖が暴走して無期限のフィールドワーク（実質的な放逐）となった。凡そ20年後、エリザを弟子に取った事で復帰するが本性は変わらす、むしろ便利な丁稚（エーリヒ）を得たことで悪化した感があり、後年エリザは「兄様がお師匠を甘やかしすぎた」と言っている。
初見のエーリヒに「他とは違う何か」を感じ取って雇用、その読み通りに頻繁に「やらかす」エーリヒのことはかなり気に入っている。帝国の要職に就任して以降もその性癖は健在で、コネと権力で拾遺奇譚局なる公設組織を立ち上げて稀覯書の収集に当たらせている。またエーリヒが持参した某魔法医の手記に200ドラグマ（約2億円）の値を付けている。
魔導院では好きな研究と読書のみに没頭したいがため教授への昇進を巧妙に回避し続けるが、怠惰さ忌み嫌うライゼニッツ卿の策謀により教授にならないといけない状況に陥り、マルティン1世の復位に伴い宮中伯に任じられてウビオルム伯爵位（封領付）を与えられた。
熟考の末に不本意ながらも「真面目に宮中伯を務めること」を決めると、皇帝と魔導院五大閥をフルに使って貴族社会での影響力強化や職権の把握と職務の遂行に邁進、短期間で親皇帝派の重鎮アグリッピナ・フォン・ウビオルムとして認知されるに至り、魔道院では「曙光（しょこう）卿」の二つ名が付けられた。
また単身で帝国に来たため家臣団の編成に先立って、唯一の雇用人（丁稚）エーリヒを実質的な侍従兼護衛とする。
登場人物中ではライゼニッツ卿などと並ぶ最強者で、エーリヒでは何をどうすれば倒せる解らないレベル。非常に多才かつ魔導院でも上位に位置する魔導の力量に加え、薄柳の瞳と繋がった時空の歪みに巣食うものはドナースマルク侯爵配下の私兵集団を一方的に蹂躙する威力を秘めている。とはいえ、権謀術策が蠢く権力社会ではエリザ曰く「死ぬような目に遭った」事もある。
エーリヒにとっては強力なコネ（切り札）であり、魔導や「この世界の社会構造」を教えてくれた大恩ある師であるが、その悪辣な性格から作中では腐れ外道のルビが振られている。
マグダレーネ・フォン・ライゼニッツ
元はヒト種の女性だった死霊（レイス）で、魔導院五大閥の一角である払暁派ライゼニッツ閥を主宰する教授。200年前より個人閥を主宰しており、アグリッピナの師匠でありエーリヒに払暁派魔導士の戦い方を伝授している。
かつて”ヒト種としては史上最年少の教授昇進が期待されていた天才”との記述から、教授となったのは死霊化後と思われる。この死霊化は強い恨みを残した人物に稀に起こる現象で、それが魔導師の場合はより強大化することが知られている。
見た目は10代後半から20代前半のすらりとした長身で、垂れ目に泣きぼくろのおっとりした印象の母性的な美女。一代で大学閥を築くほど指導力にも政治力にも優れた人物だが、重度の生命礼賛主義者でエーリヒとエリザを一目で気に入る。お気に入りの子に自分好みの贅を尽くした衣装を着せて悦に入るだけなので”無害な狂人”ではあるが、その被害を被っているエーリヒからは作中で度しがたい変態のルビが振られている。
魔導士としての実力は作中最強と目されるアグリッピナにも匹敵するほどで、地位や権力だけでなく純粋な魔導の力量でも劣っていない。おっとりした見た目に反して体育会系気質で、優秀な研究者（アグリッピナ）に「暇に任せて気ままに研究させていては将来ろくなことにならない」と策略を巡らして教授位と政府の要職に就任させたが、教授昇格試験での発表論文によって手痛い反撃を受ける。
ミカ
魔導院で知り合ったエーリヒの親友。癖のある黒髪に中性的な声と美貌を持つ黎明派ハンナヴァルト閥に属する造成魔導士志望の聴講生。ちなみに黎明派はエーリヒの雇用主が所属する払暁派の対抗派閥であるが、所詮は聴講生と丁稚という末端に近い身分であるため交友は問題視されず、それどころか後にエーリヒと一緒のところをライゼニッツ卿に見つかり、お気に入りの一人となってしまった。
定期的に性別が変化するヒト種の近縁種「中性人（ティーウィスコー）」で、男性体・性別を持たない中性体・女性体の姿を持つ（出会ったときは男性体）。魔導院入学直後の経験がトラウマとなり、周囲と距離を置いていた。エーリヒにはヴストローに行った際に知られ、変わらぬ友情を誓ったエーリヒとは互いに「我が友」と呼び合う仲となる。また後に剣友会に寄った頃には、中性人と知らない会員が中性体に変化した姿に驚愕するのを楽しむ余裕すら生まれていた。
故郷である北部地方の貧しいインフラを整える技術を学ぶため代官からの推薦を受け魔導院に入学した苦学生で、勉学と生活費稼ぎの両立に苦労している事をエーリヒに愚痴る様が描かれることもあるが、師匠のお下がりだけでなくライゼニッツ卿からローブや杖が多数贈られているので、貴種と見まごうほどの豪奢な装いになることも。優秀かつ努力家で、IFルートでは史上最年少で教授位（フォン・シュポンハイム、紅裙卿）に就いたことが語られている。
エーリヒがマルスハイムで冒険者として名を挙げ始めた時期に、研究員昇格に向けた巡検及び実習として魔導院マルスハイム出張所に赴任し、剣友会の食客となる。
セス / ツェツィーリア・ベルンカステル
夜陰神に仕える年若き吸血種の尼僧。実年齢は40歳を過ぎているが、外見はヒト種の10代。栗色の髪と赤みを帯びた褐色の瞳を持つ色白の美少女。
幼い頃から夜陰神最大の聖地”月望丘”で暮らし、本作登場時の少し前に帝都に移ってきた。幼少より兵演棋を嗜み、偶々立ち寄った広場でエーリヒが開いた駒売りの露店で一局指し、それ以後も足繁く通う。清楚で大人しそうな見た目だが好奇心旺盛（エーリヒ曰く”小5を心の中に飼っている”）で、兵演棋の打ち筋は早指しの正統派ゴリ押し型。
本名はコンスタンツェ・ツェツィーリア・ヴァレリア・カトリーヌ・フォン・エールストライヒ。
前皇帝マルティン大公の一人娘で皇統家エールストライヒ公爵家の嫡流。本来の髪の色は夜空を思わせる黒、瞳の色は濃い鳩血色の紅玉を思わせる赤。普段は大叔母テレーズィアが付けた名「ツェツィーリア」（愛称「セス」）を名乗っている。
未成年ながら父に為政者としての資質を見いだされて無理やり帝位に就けられそうになり、帝都を舞台とした一大遁走事件へと発展した。その際、偶然からエーリヒとミカの助力を受けることになり、庶民に過ぎないエーリヒやミカとの友人関係を続けられるようにとのテレーズィアの配慮により、本当の身分を隠して名家の子女「ツェツィーリア・ベルンカステル」を名乗る。
IFルート（吸血種ルート）では父の思案通りに帝位に就き"慈愛帝"と呼ばれたが、押しに弱い性格から周囲の懇願を拒めず通算で八期120年の長期在位となってしまう。
ジークフリート（ジーク） / ディルク（ディー）
エーリヒがマルスハイム冒険者同業者組合で出会った“同期”の冒険者の少年。マルスハイムにほど近いイルフュート荘の小作農の三男坊で、本名はディルク。組合へ登録する際に"憧れる英雄の名"に改名したが、頑なに”ディーくん”と呼ぶカーヤだけでなく、本名を知った後輩からも”ディーの兄貴”との呼びが定着している。
英雄譚に憧れる剣士志望の少年で、「初心者パーティーシナリオのPC1（主人公）キャラ」としてエーリヒに気に入られ、半ば無理やり戦友となる。エーリヒに強いライバル心を抱くものの、誘いを断り切れずに巻き込まれていく。通常あり得ない危機的状況に陥りつつも五体満足のまま生き抜き、“幸運”または“不運”あるいは“幸運にして不運”なる二つ名で知られるようになる。
家庭環境には恵まれておらず、読み書きや計算は苦手で浅慮な面もあるものの、剣友会幹部となって以降は宮廷語や礼儀作法を習い始め、身だしなみや言葉使いに気を配るなど常識人としての面を見せている。またエーリヒの方針や忠告を理解し受け入れたり希望に反して適正の高い槍を主武装するなど、随所に柔軟性を発揮する。ただ相方のカーヤのためなら、やや無茶をする傾向がある。
剣友会の結成後は、ナンバー2として会員に慕われリーダーシップを発揮するようになる。
カーヤ / カーヤ・アスクラビア・ニクス
ジークフリートと同郷の少女で、イルフュート荘やその周辺で名高い薬草医の家系（ニクス家）出身の魔法使い。
術式をその場で行使する事を苦手とする反面、魔法薬の調合や触媒に魔力を浸透させる術に秀でた才能を持つ。そのため戦闘スタイルは事前に準備した魔法薬を適時使用する錬金術師タイプとなる。実家で呪医（ヘクセ・エールツティン）としての教育を受け、制約はあるものの指など末端部であれば再接合も可能な腕前であるが、魔導師としての教育は受けておらず、エーリヒの術式を魔法薬として再現するに際して術式理解や作成に苦労する場面もある（地雷型の触発信管部や敵味方識別部の術式など）。
良家（家名持ち）の一人娘で跡継ぎとして期待されながらも、“周囲から望まれる自分”を否定したジークに惹かれ、共に冒険者の道を選んだ。改名した後も頑なに本名の愛称「ディーくん」と呼ぶ。他人への気遣いから非常に聡く、微かな魔力の気配からエーリヒが魔法使いと見抜くほどだが、それ故に周囲へ遠慮しがちで自己主張に乏しい性格。
ジークと共にエーリヒたちと行動を共にし、当初は治療や支援系の活躍と若草色のローブを常用していた事で“若草の慈愛”なる二つ名を得るが、後にエーリヒの術式（油脂焼夷弾やテルミット焼夷弾など）を魔法薬化したり、エーリヒが発動した魔法をカーヤ作の魔法薬と偽るなどの経緯から、一部で”火葬”の二つ名が囁かれている。

### エーリヒの家族
ヨハネス
エーリヒの父。栗色の髪に琥珀の瞳で、体格も良い。
荘内では比較的豊かなものの、家族経営の範疇にある小規模自作農家。ただエーリヒ5歳の時に代官の許しを受けて農地を拡張、それに伴って農耕馬を飼うなど出費が嵩むなど金銭面で苦労する時期もあった。
生れは次男で成人を期に荘を出て三年ほど傭兵稼業に就いていた時期があり、兄夫婦が流行り病で死去した事で荘に戻った。優秀さが知られた四男エーリヒのため荘内で様々な手回し（婿入りや役職など）をしていたが、エーリヒが冒険者を望むと快く承諾し、自身の過去を明かして餞別として秘蔵の長剣“送り狼”を贈った。
ハンナ
エーリヒの母。金髪碧眼で、夫ヨハネスが周囲から揶揄われる程度には美人。ヨハネスと共にエーリヒの良き理解者。
ハインツ
エーリヒの3つ上の長兄。父親似。はっちゃけた性格でガキ大将気質。
長男としてはやや不出来な点があったものの、エーリヒの配慮もあり農家の跡継ぎとして育つ。成人の秋に幼馴染みのミナと結婚するが、英雄譚への憧れは捨てきれていない。
ミナ
ハインツの同い年の妻で、エーリヒたち兄妹とも顔馴染。結婚式当日に「やらかし」たハインツを尻に敷くしっかり者。
長男ヘルマン、次男（名前不明）、長女ニコラ、三男（名前不明）
ハインツとミナの子供たち。
ミハイル
エーリヒの2つ上の次兄でハンスとは双子。父親似。荘の顔役の次女に婿入りする。
ハンス
エーリヒの2つ上の三兄でミハイルとは双子。父親似。成人後ではあったがエーリヒの仕送りで私塾に通った結果、美筆の才を開花させ代官の祐筆に採用される大出世を遂げる。
ホルター
エーリヒが5歳のときに一家が買い入れた農耕馬。ホルターを扱うため、エーリヒは騎乗スキルを取得した。

### ケーニヒスシュトゥール荘の人々
ランベルト
荘の自警団長で元傭兵。自警団の訓練ではエーリヒの相手はランベルト自ら行い、戦場仕込みの技術（戦場刀法）を教えた師匠。
戦士としては「群の中において個として輝き、群の不利を押し返す」「理不尽なまでに強い個」の一人。その気迫は「並の兵士じゃ相対しただけで（中略）使い物にならなくなる」レベルで、傭兵業を引退するにあたり代官直々にスカウトされた。冒険者になるために故郷に一時帰省したエーリヒ（戦場刀法は〈神域〉）との模擬戦では最後まで優勢を保ち、剣で魔法も切れるだろう（概念破断の下位特性持ち）と推定され、「なんで田舎の自警団長なんかやってるの？」と不思議がられる猛者。
エーリヒが内心で強く憧れる筋骨隆々に鍛え上げた古傷が随所に残る長躯の持ち主で、白髪が目立ち始めた髪に厳めしい金壺眼の凶相は転倒した子供を助け起こした際に号泣されたエピソードが残る。
スミス
荘で唯一の鍛冶場の主人。壮年の坑道種（ドヴェルク）で、“精神年齢も含めて確実に”エーリヒより年長。
古都インネンシュタットの同業者組合に所属する親方。都市部の工房で冒険者や傭兵達を相手にしていた経験もあり、いまでも自警団の剣や鎧を手掛けている。兵演棋の駒一揃いの木型を代金代わりにエーリヒの革鎧を仕立てた。その腕前は、帝都で革鎧を修繕した職人（皇統家からの指名依頼を受けるレベルの親方）から賞賛を受ける程。

### 帝都および周辺地域の人々
マリウス・フォン・ファイゲ
帝国北方の都市ヴストロー在住の古き樹人で、魔法で写本を作る“複製師”。
樹人の姿形は「節くれ立ち、複雑に絡み合った枝葉の手足、その中でコガネムシのように輝く目」と描写され、「髪の毛のように頭部を飾るシルバーリーフと、枝葉の起伏」で老若が判断出来る。
複製師としての腕前は「原本とうり二つ」と高く評され貴族位を与えられたほどだが、帝都での仕事に倦み疲れて故郷で隠居している。偏屈な性格として知られるが、それは庶民的な詩や冒険譚、英雄譚を好むオタク気質の趣味人でありながら、好みに合わない貴族向けの論説など“高貴な”本の写本ばかり依頼される故であり、趣味の合ったエーリヒには時に気さくに接し時に思慮深さを見せる。
アグリッピナのお使いとして来訪したエーリヒに“ちょっとしたお使い”を依頼するが、それが思わぬ事件へと発展することになる。
マルティン1世 / マルティン・ウェルナー・フォン・エールストライヒ
三皇統家の一画を担う吸血種エールストライヒ公爵家の現当主。登場時点でヒト種の20代半ばほどの外見、実年齢は400歳弱。白金の髪と銀色の瞳が印象的な絶世の美男。かつて三重帝国皇帝を3期45年務めた“前皇帝”で、非定命者特有の手法による治世から「無血帝」の異名を持つ大公。
魔導院では中天派に属する魔導生命体の研究家として知られ、様々な魔導生物を生み出し使い魔とする技術・手法を研究していた。家名に頼らず自らを周囲に認めさせるべく「知恵」を研鑽し続けたため、吸血種としての身体能力はさほど高くないが、同族のほとんどを圧倒できるだけの魔導を修めた。特にエーリヒが受けた攻撃魔法の残滓を見たアグリッピナが「何喰って生きてきたら、こんなことが思う付くのかしら？」と、その術式の理不尽さを評した。自身を研究者と自任しており、”先生”もしくは”教授”と呼ばれるのを好み、見込みある魔導師や聴講生の後援は惜しまない篤志家でもある。
激務ゆえ内輪で「拷問椅子」に例えられる帝位へ復位を避けるべく、娘に公爵家の家督と帝位を継がせようと画策する。その最中に“期待の新人”として目を付けていた若者を見つけ、彼が見せてくれる「未知」を楽しみたいがためにエーリヒの前に立ちはだかる。しかし伯母の介入により娘への譲位は叶わず、父の威厳を保つべく再即位する。また同時期、ライゼニッツ卿の推薦によりアグリッピナの有能さを知り、彼女を教授へ推薦すると同時に皇帝補佐官とも言える宮中伯の内示を出し、教授に成らざる負えない立場に追いやった。
なおエーリヒは、1度目は魔導院の実験区画でスカウト？として、2度目は帝都の地下水道の玄室で死闘を繰り広げた”仮面の貴人”として、3度目はアグリッピナの叙勲式にて皇帝として間近で拝顔しているが、何処かで見た覚えがある程度の記憶しかなく同一人物とは気づいていない。
フランツィスカ・ベルンカステル / テレーズィア・ヒルデガルド・エミーリア・ウルズラ・フォン・エールストライヒ
ツェツィーリアの大伯母（祖母の姉）で、エールストライヒ家の先代当主。帝国建国前の戦乱期に生を受け、開闢帝とも面識がある女傑。
かつて甥のマルティンに譲位した“元女帝”で「華奢帝」の異名を持つ大公で、現在は帝国東方の自領地で隠居している。顔立ちなどはツェツィーリアに似る細身の美女だが、吸血種の身体的特性を最大限に伸ばしたパワープレイを得意とする。立場的（元皇帝、先代当主）にも身体能力的にもエールストライヒ家の頂点にある人物で、マルティン曰く「一族の鬼札」。マルティンにとっては魔導師としての戦法（長所）が通用せず、一方的に身体能力で圧倒される“天敵”である。
エーリヒに対しては高名な散文詩家の名を借り「フランツィスカ・ベルンカステル」の偽名を名乗り、ツェツィーリアを助けた礼としてエリザの後援者快く引き受ける。これによりエリザの学費/生活費は保証され、エーリヒは雇用契約を継続する必要性がなくなった。
アウグスト4世 / アウグスト・ユリウス・ルードヴィヒ・ハインケル・フォン・バーデン＝シュトゥットガルド
物語開始時点での三重帝国皇帝。三皇統家の一画を担うヒト種バーデン家の嫡流シュトゥットガルド家の当主で、開闢帝リヒャルトの末裔。物語登場時点（エーリヒ13歳の冬）で57歳。
東方交易路の再打貫を成し遂げた生ける英雄であり、「開闢帝」や「黒旗帝」と並ぶ人気を誇る「竜騎帝」として知られる。元々は空を飛びたいが故に竜騎士となった人物であり、戦役が一応の終結を見た時点で譲位を要求する。マルティン1世への譲位に成功した後は、願い通り夫婦で自由気ままに騎竜で飛び回っている様子。

ダーフィト・マクコンラ・フォン・グラウフロック
三皇統家の一画を担う人狼種グラウフロック公爵家の現当主。物語登場時点（エーリヒ13歳の冬）で32歳。アウグスト4世とは若いころから一緒に馬鹿をやった戦友でもあり、アウグスト4世が帝城から脱走するのを手伝ったことで一時、被選帝権を持つ身ながら帝城への出入禁止されると言う謎ムーブを見せたこともある。

### ウビオルム伯爵領および周辺地域の人々
グンダハール・ヨーゼフ・ニコラオス・フォン・ドナースマルク
書籍版の登場人物。帝国建国期から続く侯爵家の当主であり、建国以前から梟雄と知られた長命種の男性。
策謀を人生の趣味として常に複数の策謀や謀略を同時進行させている人物で、爵位も策謀による功績によるものであり貴族社会では名家とは見做されていない（名誉ある功績がない）。長命種には珍しく子作りに積極的で、かつ子女に対して深い愛情を注げる稀有な存在。領民に対しても慈悲深く、領内の評判は極めて高い。
ウビオルム伯爵家に対する策謀（後継争い）では、それまでの持久策から実権を簒奪する方針へと変更した。アグリッピナとの直接対決で主要な私兵戦力が壊滅する大敗北を喫するも、現在もその都度で敵味方を変えつつ趣味の策謀を満喫している。
長年の策謀により帝国でも有数の権力者となり、アグリッピナが主導する「航空艦整備計画」で建設される3か所の船渠（莫大な権益の源）の一つを自領に誘致することに成功している。辺境域で起きている動乱の兆候にも逸早く気付き、密かに配下を辺境域に送り込んでいた（動乱の拡大を望まない方向で暗躍中）。
ナケイシャ
書籍版の登場人物。グンダハール直属の部下である百足人（センチピードニィ）の少女。
橙色の髪に褐色の肌、紫水晶を思わせる瞳を持つが、無表情かつ整った顔立ち故に“これと言った特徴のない”印象を受ける美人。かつて故国を追われた際にグンダハールに拾われ重用された百足人一族の末裔で、貴族の側仕えかつ未来の密偵頭として高い教育を受けた若きエリートであり、グンダハールの実娘でもある。ウビオルム伯爵家を巡る争いでエーリヒと対決、初めての敗北に雪辱を誓う。
その後もエーリヒがアグリッピナ配下であった時は度々顔を合わせる機会があったが冒険者となって以降はそれも減り、辺境動乱前夜のマルスハイムで久しぶりに再会する。死地に足を踏み入れていたエーリヒ一行を救うため、配下となっていたベアトリクスの一椀党を使って剣友会に助勢した。
ラシッド
書籍版の登場人物。グンダハール直属の部下である百足人の老爺で、ナケイシャの母方の祖父。密偵頭として厳しくも優しく孫娘を指導する。
モーリッツ・ヤン・ピット・エアフトシュタット
三重帝国建国期よりウビオルム伯爵家に代々仕えてきたエアフトシュタット男爵家の現当主。ヒト種の男性。
旧主家が断絶して以降、帝国預かりという緩い体制下で堕落していく同僚を苦々しく思いつつ時機を待ち続けていた清廉潔白な家系の人物。新たにウビオルム伯に任じられたアグリッピナに忠誠を誓い、代々集めてきた腐敗の証拠を基に領内政治の改革に協力する。
グンダハールの差し向けた暗殺者により瀕死の重傷を負うが九死に一生を得て、後に功績が認められ子爵へ昇爵。
ブルーノ・フォン・エアフトシュタット
忠臣エアフトシュタット家出身（現当主の次男）で、新たなウビオルム伯爵家の初代家宰。
背が高く痩身で角張った彫りの深い顔立ちに冷酷そうな青色の目など悪役が似合いそうな容貌だが、エーリヒは「きちんと計算を行える」と高く評価し、アグリッピナも「使える」と合格点を出した才人。
錬成と引継ぎを行ったエーリヒにも地下出身者への差別を現わさず、「君と私」で呼び合う仲となる。エーリヒの実質的後任だが魔導院にある主人の工房に立ち入る事は許されておらず、その点は弟子のエルザが担当している（そもそも両方を兼任していたエーリヒの方が異例）。
家宰の地位についてエーリヒは、「会社だったら社長秘書じゃなくて常務」と述べている。

### マルスハイムおよび周辺地域の人々

#### マルスハイム冒険者同業者組合
マクシーネ・ミア・レーマン
組合長。古の神々との約定により帝国内では「組合長は貴種でない事」が不文律とされているため、平民出身者とされている壮年の女性。「灰の姫君」（アッシェンブレーデル）の異称がある。
一般には「とある貴族の庶子」と噂されており、アグリッピナの調査により先代マルスハイム辺境伯の娘（当代の異母姉）であることが確定している。
庶子であるが幼い頃から異母弟（現当主）と仲良く、いまだに困った事があると賢姉を頼る異母弟に時として頼りなさや苛立ちを感じている。
フーベルトゥス
マクシーネ組合長に付き添う坑道種の男性。
マルスハイムの生ける英雄の一人で、名誉である騎士位を辞して冒険者に留まったことから“酔狂”の二つ名を持つ。
コラリー、タイス、エーヴ
組合のベテラン受付嬢。恰幅も良いが気も良い世話焼きなおばちゃんたち。

#### 剣友会
新たな英雄"金の髪"として知られるようになったエーリヒの周りに集った若手冒険者による氏族。「楽しく、かつ英雄的に（エンジョイ&ヒロイック）」を標語に、英雄譚に謳われる存在を目標とする酔狂者の集団。当初は互助会組織としていたが、辺境動乱時のアグリッピナとエーリヒの秘密協定により氏族として再編される。
互助会時代から会員と見習いの区別があり、会員になると揃いの紋入り外套を羽織、統制の取れた集団行動を叩き込まれる。またエーリヒが騎乗スキルと軍馬を保有していたことから軍馬を追加で６頭購入し、剣友会内で漂騎兵隊を創設した。騎手が育つまでは宝の持ち腐れだったが、ディードリヒの加入もあって辺境動乱時には運用可能となっていた。この騎兵は使用用途が限られる上に編成/維持コストが高く、さらに騎手を１から育てる必要があるなど通常の氏族にはまず見られない兵種。
エタン
エーリヒに最初に弟子入りした牛躰人の冒険者で、剣友会の立ち上げメンバー。
”純粋な腕前だけを見れば中の上”だが種族由来の恵まれた体格を生かす術を身に着け、その逞しい外見もあって”巨壁”の二つ名で知られるようになった。
辺境動乱時のモッテンハイム防衛戦で主力が転戦した後を任され（残留部隊の指揮官）、落とし子騒動では別動隊を率いてトリーノに向かうなどエーリヒ・ジークフリートに次ぐ指揮官クラス（幹部）と位置づけられる。
カーステン
エタンと共にエーリヒに弟子入りした小鬼の冒険者。剣友会の立ち上げメンバー。絵心があり、剣友会の紋章（剣を食む狼）をデザインした。
軽快な身のこなしと身の丈に合った小型剣（長剣と短刀の中間）の使い手で、特に室内など制限された空間での戦闘に適性を発揮する。落とし子騒動でのヘイルトゥエン急襲作戦では世界初の空挺降下に参加、城館への突入隊で先鋒を務める。
マチュー
エタンと共にエーリヒに弟子入りした人狼の冒険者。剣友会の立ち上げメンバー。エタンとは似た者同士で、いつもいがみ合うほど仲が良い。
種族由来の嗅覚に加え聴覚にも優れた斥候で、当初は剣士としての足運びに苦労していたがそれも克服（剣の技量では中程）。斥候役としてはマルギットの下でタイプは異なるが嗅覚に優れた豚鬼のリーヌスと組むことが多い。落とし子騒動でのヘイルトゥエン急襲作戦では世界初の空挺降下に参加、城館への突入隊でカーステンと共に先鋒を務める。
マルタン / キルケルのマルタン
エーリヒに弟子入りしたヒト種の冒険者。剣友会の立ち上げメンバー。
大柄だが引っ込み思案。マルスハイム近郊の荘出身で将来を誓った恋人がおり、小作農である彼女の一族郎党ごと自作農になるための資金を稼ぐため冒険者になった。剣の腕前は剣友会一（エーリヒの次）と言われるほどに上達、エーリヒが衝動買いした軍馬の世話をしながら騎乗にも挑み、ディードリヒの加入もあって辺境動乱では騎兵として活躍するようになった。
（Web版）後に英雄譚「モッテンハイムの守詩」として謳われたモッテンハイム荘防衛戦にて、マルスハイムのレンベックと共に戦死。
ヨルゴス
帝国より南方に居住する巨鬼の一族・キュクロープス部族出身の雄性体。
戦士（雌性体）には大きく劣るが、それでも2mを超える身長と種族由来の頑強な肉体を誇り、容姿も武の種族と呼ばれるに相応しい厳つさとなる。
戦士に仕える立場ながら戦士に憧れ、巨鬼の戦士に認められたエーリヒの英雄譚を聞いて剣友会入りを志した。当初は巨鬼の戦士用の剣を無理やり使っていたが、エーリヒの「巨鬼の戦士になりたいのか？強くなりたいのか？」の問いに対して、辺境動乱直前に身の丈に合った特大の両手剣（ツヴァイヘンダー）へと変えた。
モッテンハイム荘防衛戦では代官館に向かうマルギットの護衛となり、そのままフラッハブルグ城塞防衛戦を戦い抜き、クライマックスの屍戯卿討伐に前衛として参加した。落とし子騒動でのヘイルトゥエン急襲作戦では世界初の空挺降下に第四班長として参加、主力が館に突入した後の後方を守る固守隊を任されるなど主要指揮官クラス（幹部）となっている。
身体能力では剣友会でもトップクラスだが性格は極めて温厚で、主に後方支援に就く雄性体の本能から物資や備品などの整理・管理を率先して行い、またエーリヒやミカに対して恭しく仕える姿から陰で「侍従長」の二つ名がついた。
プリムス / ナヴィスのプリムス
四腕人の冒険者。モッテンハイム荘防衛戦でマルギットが代官への急使となった際、作中で「護衛として腕利きを二人」としてヨルゴスと共に選出され、そのままフラッハブルグ城塞防衛戦を戦い抜いた。エーリヒに憧れるあまり、若手冒険者には経済的負担の大きい煙草を嗜む様になった。
ディードリヒ
書籍版の登場人物。諸国遊歴中にエーリヒと出会った馬肢人の女性。北方離島圏の某有力貴族に仕えるヒルデブランド部族出身の戦士。
本名はデレクだが帝国入りする際に帝国語名に改めた。ちなみに「ディードリヒ」は男性名（女性名ならディードリット）で、馬肢人には名前を性別で分ける慣習が無いため指摘されても変える気はない。
強靭な馬体と巨大な弓や斧槍を使いこなす膂力、さらに出身部族伝来の魔法を弾く小札鎧を纏い、高機動の重戦車という理不尽なまでの個の強さを誇る。グリフォン討伐を依頼された時には「疲れて地上に下りるまで追い掛け回せば簡単に狩れる」と経験談を語った。下半身の葦毛と同じ髪色、日に焼けた褐色の肌で馬の左耳が欠けているのが特徴。勝ち気そうな美人だが顔立ちや振る舞いは年齢の割に幼く、その性格も相まって“小生意気なデカい子供”と言う印象を与える。
部族内でも上位の優れた戦士だったが、”一番”に執着するあまり命令違反の暴走を繰り返して部族を追い出された。帝都から故郷へ戻る途中のエーリヒと出会い、突出した武の才能が「もったいない」と感じたエーリヒが同行して、一連の騒動を共にしながら振る舞いや性根を矯正されることになった。
エーリヒと分かれた後は騒動で一緒になったルドルフ達と小規模な傭兵団を結成していたが、名家で育った世間知らずなメンバーの世話を担ったことで以前より大分真面になった（当人曰く「お人好しが多くて苦労した」とのこと）。およそ３年後（ルドルフ達の仕官を期に）ミカやヨルゴスと同じ隊商でマルスハイムに入り、剣友会に参加する。
大酒飲みの性格や大言壮語は相変わらずで、参加直後にエーリヒに対して「勝負に勝って、婿にして部族に連れ帰る」と模擬戦を挑む。負けはしたものの互角に戦える事を実証、実力主義の剣友会では自然と幹部クラスとして受け入れられた。
ヘリット
剣友会の名前が知られてから加入したヒト種の新人冒険者。自己申告によると辺境で生まれ育った商売人の子だが、真面目な性格で、言葉遣いや所作に礼儀正しさや宮廷語の名残があり、エーリヒは経歴を疑っていた。実は貴族の妾腹の子で、本名はゲルハルト・ジルバーバウアー。親マルスハイム伯派で穏健な父の命でエーリヒと剣友会の内情を探りに来た密偵だったが、エーリヒを本心から慕い剣友会に入れ込むようになり、自ら正体を明かした。
ヤンネ
魔導院の聴講生崩れの食客。魔導院落日派に属し、マルスハイム出張所に派遣されていたヒト種の女性。
一見して異形とわかる容姿で、その点から師匠と喧嘩別れして冒険者となり、同じ出張所に所属しているミカの紹介で剣友会に寄宿した。
幼い頃からの「不完全」への恐怖から「完全なる物（不死）」を望んでおり、次善策として両眼を入れ替え、利き腕（右腕）の肘から二本目の腕を生やし、非力な左腕は旧神の眷属（冥府の番犬）由来に取り替えるなどの外見上だけでなく、内臓も胃を二つ持つなど改造して死の恐怖を和らげている。
正規の聴講生だけあって上流階級と交渉できるだけの宮廷語や儀礼も習得しており、見た目の胡乱さを除けば有為な人材といえる。肉体改造も「まずは自身の体で試してから」という考えで、エーリヒ曰く「狂人ではあるが、ライゼニッツ卿と同じく比較的無害な狂人」。
剣友会ではカーヤと同じ救護役を担うも、”本当に直しているだけか不安”などという声が大勢を占めた。落とし子騒動ではトリーノへの別動隊に対外折衝役として参加。重傷を負いつつも自身を含めた重傷者の応急治療に大活躍、勝ちはしたものの"ほぼ全滅状態"の別働隊から死者を出さなかった功労者。剣友会での活動は気に入っているが、エーリヒが嬉々として危険に飛び込む様を見て古巣（魔道院）に戻るタイミングを考え始めている。
ウェレド
南方大陸流民系鳥食い蜘蛛種の蜘蛛人。外見は種族特有の長身で怜悧な美女に見えるが、実は小心な15歳の少女。マルギットを「お師様」と呼んで慕っている。
移民三世としてマルスハイムに生まれ、大人びた外見から周囲の子供の輪に入れず、広場で流れる歌や英雄譚を聞きながら育つ。そこで聴いた同族の少女（音なしのマルギット）が登場する英雄譚に惹かれて剣友会を志した。ただ蜘蛛種では最大の大型種であり、小型種のマルギットの真似（隠形・潜入・追跡）は向いておらず、マルギットも指導には苦労している。
落とし子騒動ではトリーノへの別動隊に参加。索敵糸で異変をいち早く察知して壁越しの強烈な伏撃で首領格を絡め捕る大殊勲を挙げるが、壮絶な殴り合いの末に重傷を負う。

#### 子猫の転た寝（うたたね）亭
フィデリオ
陽導神に仕えるヒト種の在俗僧（俗世で活動する僧侶）で、旅人や商人向けの酒保兼宿屋「子猫の転た寝亭」を拠点とする青玉ランクの冒険者。
マルスハイムに来た当初、ちょっかいを掛けてきた不良氏族を単身で壊滅させ、「フィデリオの一夜潰し」としてその名を知らしめた。その後も陽導神の僧として常に”正義”を成し、“聖者”の二つ名と「絶対に怒らせてはいけない」存在となり、エーリヒがマルスハイムに来た当時は「最新の英雄」として数々の英雄譚が詠われていた。
今も氏族には属していないが、ヘンゼルたちと一党を組んでいる。人好きのする穏やかな人格者だが、高い道徳心と義侠心を併せ持ち、騎乗槍を徒歩で運用する凄まじい筋力と篤い信仰に基づく不死に限りなく近い自己支援により、単独で竜種を狩れるほどの神官戦士。エーリヒはマルスハイムに向かう途中で英雄譚を聴き、謳われている事が事実なら「アグリッピナ氏とも生身で殴り合える怪物」と感じ、実際に親しくなった後は「世界を救っちゃう系シナリオの主人公」と位置づけている。
現在は「子猫の転た寝亭」を経営する入り婿亭主でもあり、普段は夕方から店に立っている。
シャイマー
フィデリオの妻で「子猫の転た寝亭」の看板女将である猫人（ブパティスィアン）。
明るく愛想よく世話好きで面倒見が良く、夫とは非常に仲睦まじい。器量の良い新人冒険者を放っておけない性質で、フィデリオも元々はボロボロのところを彼女に拾われた身である。
かつてフィデリオへの逆恨みから不良冒険者に攫われ乱暴されたが、責任を感じたフィデリオに助けられそのまま結婚した“英雄譚の悲劇のヒロイン”でもある。
アドハム
シャイマーの父で「子猫の転た寝亭」の先代亭主である猫人の老爺。
娘の件もあって冒険者を快く思っておらず、寡黙で気難しいが根は優しい。普段は店を娘夫婦に任せているが、人手不足などのときには現在でも代わって店を取り仕切る。
元々は行商人の家系で、故あってマルスハイムで「子猫の転た寝亭」を創業し一代で評判を得た。
ヘンゼル
フィデリオと一党を組む冒険者でヒト種の男性。“梵鐘砕き”の二つ名を持つ禿頭で強面の偉丈夫だが、中身は気さくで「競馬場にいる気のいいおっちゃん」と言う印象の人物。
エーリヒとマルギットがマルスハイムに初入市する際に偶々遭遇し、信用出来る厩や子猫の転た寝亭を紹介した。フィデリオによると見込みがありそうな新人を子猫の転た寝亭に誘っているらしく、エーリヒ達の少し前にも４人組の新人パーティーが寄宿していた。
作者によると、戦鎚を武器とする純戦士で、防御を固め仲間を守りつつ範囲攻撃で雑魚敵を一掃する「殴れる盾役」。冒険者として自己完結しているフィデリオに一党を組ませた張本人であり、一党のムードメーカーでもあるとのこと。
ロタル
フィデリオと一党を組む冒険者で鼠人種の男性。“風読み”の二つ名を持つ若いが一流の斥候で、エーリヒも紹介されるまで存在に気づかなかったほど。
斥候の役割柄、目立つことを好まないためか、フィデリオの英雄譚でも仲間として語られることは少ない。多産な鼠人種の例に漏れず十二人の子持ちだが、全員を私塾に通わせしっかり者の真っ当な大人に育てた苦労人でもある。マルギットに街中での各種技能技術を指導した。
ゼーナブ / ザイナブ
フィデリオと一党を組む冒険者で長命種の女性。非帝国語圏の出身のため帝国語はやや片言で、本名は「ザイナブ」だが帝国語話者からは「ゼーナブ」と呼ばれている。
薄い褐色の肌と黒髪の異国情緒あふれる美女だが、食い道楽が過ぎフィデリオたちが倒した魔物を「真っ先に食べたい」がために一党に加わった「ゲテモノ食い」の変人でもあり、“寄食”の二つ名を持つ。魔法使いで高貴な雰囲気を漂わせるが、立ち居振る舞いは下町にすっかり馴染んでいる。
作者によると、操る魔導は呪詛系で、単体攻撃に特化した防御無視の高火力で敵の要人をぶち抜くとのこと。また占術ができ、困ったときに「神」へお伺いを立てることができる便利要員でもあるらしい。
（吟遊詩人）
名前は不詳。「子猫の転た寝亭」の常連客で、ギターに似た楽器「六弦琴」の名手。
フィデリオを讃える吟遊詩で知られ、帝都に招かれ公演したほどの著名人。本人への直撃取材は微に入り細を穿つ執拗な質問と昼夜を問わず休む間を与えない粘り強さで、吟遊詩を盛り上げるためならその場の思い付きで事実を改変することも厭わず、その情熱は名声を経験値に変換するため取材を受けたエーリヒに音を上げさせたほど。そのため人徳者であるフィデリオですら名前を呼ばず、「ヘボ詩人」「三文物書き」などとこき下ろしている。

#### ロランス組（クラン）
武闘派として知られる有力氏族で、冒険者向けの酒保兼宿屋「黒い大烏賊亭」を拠点とする。

頭目であるロランスの下に自然発生的に集った冒険者によって構成され、主に商隊の護衛や商家の用心棒を請け負っており、巨鬼の戦士の武勇から専属契約を結ぶ商家が複数あり、収入は比較的安定している。辺境領で勝手に関所を作る土豪勢力が、護衛にロランス組が居ると事前に撤退すると云われるほど。

西方動乱期には土豪勢力の生き残りの騎士との闘いを求めて、氏族を挙げて遠征軍を組織して出征している。
ロランス
ロランス組の頭目。帝国内に居住するガルガンテュワ部族で“不羈なる”の尊称を与えられた巨鬼の戦士（雌性体）で、青玉ランクの冒険者。三重帝国には珍しい二刀流の使い手。
かつて同郷の戦士ローレンに敗れて挫折、逃げるように冒険者となりマルスハイムで配下を得て姐御と慕われつつも、自らを“落伍者”と思い燻っていた。しかしエーリヒとの試合にて再起を果たし、きっかけとなったエーリヒとも懇意となる。試合後にエーリヒが「ローレンが“つばつけ”した相手」と気づき青くなるも、その後も隙あらばエーリヒとの再戦を望んでいる。
エッボ
ロランス組の古参幹部で、琥珀ランクの冒険者であるヒト種の男性。
頭目ロランスのご機嫌取りも兼ねて、見込んだ新人冒険者を“比較的穏当に”ロランス組に勧誘しており、冒険者になりたてのエーリヒとマルギットをロランスに引き合わせる。
作中ではケヴィンなどと共に狂言回し的な位置づけにあるが、新人の見極めが出来る程度には腕が立ち、エーリヒも初見で「結構できるな」と判断した。
ケヴィン
ロランス組の古参幹部で、経理もこなす番頭格。琥珀ランクの冒険者である犬鬼（ノール系）の男性。
エッボと共に、エーリヒとマルギットを勧誘しロランスに引き合わせる。

#### バルドゥル氏族
辺境域の違法薬物市場を独占すると噂される有力氏族。

表向きは合法的な魔法薬の製造を主とする氏族であり、魔法使いを複数抱えているのが特徴で、新人時代のカーヤも勧誘されている。護衛要員として薬物で強化した戦闘員もいるが、他の有力氏族と比べると武力で劣るとされる。

流通や荒事などは主に下請け組織にやらせており、氏族連合のような形態をとっている。
ナンナ・バルドゥル・スノッリソン
バルドゥル氏族の頭目。御年30近い、死人のように骨と皮ばかりに痩せているが目鼻立ちは整った麻薬中毒の女性。
元は魔導院払暁派に属して魔法薬の研究を行っていた聴講生。理想を求め禁忌に手を出し、更に師の制止を無視して依存性の強い魔法薬を作りだしたことで魔導院を追放された。本来であれば危険な魔法薬が作成できない様な処分となるべきところを、有力者（ライゼニッツ卿？）の影響力で追放で済まされた。
マルスハイムに流れて冒険者となり、合法的な魔法薬（水虫の治療薬）で金とコネクションを得て氏族を形成、有力氏族とされる組織へと育て上げた。扱う違法薬物は研究課程で出来た「出来損ない」であり、カーヤによると従来の違法薬物に比べると身体的な害は少ないとのこと。
漂流者協定団との騒動後、階級の割に腕が良いことや物理戦闘に長けた配下が少ないこともあってエーリヒを勧誘するが、ライゼニッツ卿の存在を匂わされて以降は諦めた様子。ただしエーリヒとの繋がりは維持しており、相談に乗ることもある。
アグリッピナ氏の下で貴族社会を垣間見てきたエーリヒは、”たかが聴講生崩れ”が一端の貴族を気取っている（家名を名乗る、紋章を使うなど）ことや麻薬組織の元締めと言うことで良い印象はないものの、彼女の魔法薬や氏族の頭目としての手腕は認めており、適度に距離を置き正当な理由があれば協力しても良い程度の付かず離れずの関係でいたいと思っている。
ウズ
ナンナ配下で幹部格の女魔法使い。冒険者ランクは琥珀。ナンナの特製“睡眠薬”の常用者。
魔導院でも稀な高度な飛行術式の使い手で、エーリヒには「（その気になれば大仰な称号「航空魔導師」と高い年棒が約束される技術の持ち主なのに）在野で馬鹿やってる」と評された。魔法薬製造には適性がないこともあって、もっぱら伝言や偵察、行商隊などの部隊指揮など、いざという時に「帰還して報告する」事が重要になる外回りの業務を担当している。

#### ハイルブロン一家（ファミーリエ）
悪名高い武闘派有力氏族。主に街中の用心棒や商隊の護衛を請け負っている。

同じ武闘派でも傭兵団に近く都市外の依頼が多いロランス組に比べ、都市内で複数の幹部が一定の権益と配下を持っており、任侠組織に近いイメージとなる。
ステファノ・ハイルブロン
「ハイルブロン一家」の頭目。同族でもとびぬけた巨躯とねじれた左角が特徴の牛躰人。
先代（叔父）ブルニルデ・ハイルブロンを素手で撲殺して頭目の地位を簒奪した武闘派として知られる。しかし氏族の悪評の大半は「冷酷非道」と言われた先代頭目時代のもので、ステファノ自身は一家の「風紀を正し」たハト派の人物で、先代からの古参幹部の中には「軟弱」と謗る声もある。
マンフレート
ハイルブロン一家の食客。正確無比な槍術から“舌抜き”の異名を持つ、馬肢人（ツェンタオア）の冒険者。
ステファノとは義兄弟の間柄。

#### 漂流者協定団（エグジル・レーテ）
激しい搾取で悪評高い有力氏族。

マルスハイムの壁外で暮らす流民や貧民、難民たちにより構成され、マルスハイム内部でも貧民街を中心に勢力を持っている。複数の評議員による合議制とされ、個々の評議員が独自の組織を形成した連合体と思われるが、外部に対して閉鎖性が強く部外者が内部を知ることは困難で、他の氏族との関係性も薄い。
評議員
「漂流者協定団」を仕切る幹部。閉鎖性が強く評議員に関しても情報が出回ることはない。
新米ながら目立つ働きをするエーリヒとマルギットにちょっかいを出して他の氏族を巻き込んだ騒動へ発展するが、その組織は二番（ツヴァイテ）と呼ばれる評議員の組織であった。
二番（ツヴァイテ）
書籍版の登場人物。吸血種の男性で、吸血種が激しい迫害を受ける国から逃れてきた難民。
人種による差別意識が希薄な帝国に好意的で、冒険者内でも”襤褸纏い”と差別されるマルスハイムでも難民を強制排除しない（事実上の放置）現状を肯定的に受け止めている。
麻薬騒動では一部評議員が麻薬組織側に組する状況に危機感を持ち、残りの評議員を集って冒険者同業組合（エーリヒ側）に協力を申し出ている。

#### その他のマルスハイム市民
ジョン
新人冒険者向けの良心的な酒房兼宿屋「銀雪の狼酒房」亭主。
極地圏に近い地域の出身で、帝国北方で蛮族の侵入を阻む自警集団の頭目を務めた実力者。現在も店に剣と斧を飾っているが普段はその腕前を抑えており、エーリヒもその実力を測れていない。
シュネー
書籍版の登場人物。早く正確な情報を売りとする情報屋。
真っ白な毛並みと中部訛りが特徴の猫頭人の女性で、その気になれば気配を完全に消し去り、マルギットですら探知困難となる陰行の達人。自身や剣友会が有名になるにつれて利用しようと画策する者達が現れ、手間のかかる依頼の裏付け調査を担う情報屋としてエーリヒと繋がりを持つようになった。
物心付いたころからマルスハイムの貧民窟で育った孤児で、更正した元犯罪者たちの小集団に育てられた。しかし、いい加減な（虚偽）情報を鵜吞みにした冒険者により、その小集団は犯罪者として皆殺しにされ、たまたまジュネーのみが生き残る。この時、打ち捨てられた“家族”の遺体を弔ってくれたフィデリオに恩義を感じている。
名前はその毛並みからで「雪」を意味する。一般には「消え去ってしまう」ため人名としては忌避されるが、そういった一般的な常識すら持てなかった家族の思い出と共に今もそのまま名乗っている。

#### 主な賞金首
ヨーナス・バルトリンデン
“悪逆の騎士”の異名を持つヒト種の男性。
その武勇からヨッツヘイム男爵家に騎士として取り立てられるも、苛政を咎めた男爵と一族郎党45人を一夜にして殺害した賞金首。その後も賞金と功名を求める冒険者や傭兵、果ては辺境伯が威信を賭け派遣した討伐軍を全滅させ、「辺境の生ける災害」と呼ばれることになった。
ヒト種の枠から完全に逸脱した筋力に特化した戦士で、主家累代500年分の憎悪が付与された戦槌“祖霊溶かし（ベライディグゥング）”を持つ。配下を恐怖で完全支配しており、逃げられない陣形を以ってエーリヒが参加した隊商の行く手を阻む。
フィミアのエドゥアルド
”荘潰し”の異名で恐れられた凶賊を率いる小鬼。
自らの血族を中心に賊徒を率いて、文字通り荘を皆殺し（根切り）にして全てを略奪する。奇跡的に生き延びた生存者の証言が得られるまで、正体不明のまま五年間も各地を荒らしまわっていた。
（Web版）落とし子騒動の直前、偶々次の標的にした荘をシークフリート率いる剣友会の小隊が訪れ、周囲の不穏な空気（監視の気配）を感じ取ったシークフリートが帰還したと偽って待ち伏せを行い、見事に討伐を成し遂げた。打ち取った賊の首がフィミアのエドゥアルドと判明すると、シークフリート一行がマルスハイムに帰還した際に盛大なパレードが開催された。
ファム・ファタール
ヨーナス・バルトリンデンやフィミアのエドゥアルドと並ぶ、辺境域の賞金首の忌名。
名前はもちろん個人か徒党かも不明で、隊商付き娼婦に紛れ込み”気が付けば死体だけが野営地に残される”という都市伝説めいた手法が語られている。
正体はその生態（他人種から生気を吸い取る）ゆえに人間社会から排斥（元は魔種に分類されていたが今は除外）された淫魔（サキュバス）の生き残りで、外見ではヒト種と見分けがつかない容姿をしている。動乱の気配を感じ取って避難のためモッテンハイム荘に向かった剣友会と同行した隊商に潜んでおり、道中でエーリヒに誘いをかけるもガードの硬さから断念している（正体は明かさないがWeb版にも登場）。
生気を吸い取るといっても対象を殺す必要はなく、凶行はファム・ファタールの性癖に由来している。隊商はモッテンハイムでの騒乱で一時足止めされ、剣友会が転戦した後の動向は不明。

#### 土豪勢力
リアン・アンリ・マーガレット・シュマイツァー
魔導院五大閥の一つ落日派ベヒトルスハイム閥に属していた魔導師で、元教授。「屍繕い」「屍戯卿」の異称がある。
魔導師三人（ラケーテハイムのリアン、アンリ・フォン・シュレスヴィヒ、マーガレット・エルギン）の魂を「一つの肉体に合一させ」、個々に独立した自意識と記憶を有しながら密接に連携した思考力で教授位にまで昇進した人物。最近では落日派にあっても一見して異形と判る外見は無粋とする風潮が強く、それに抗う一派を形成して「異端児」と呼ばれていた。
竜騎帝による東方遠征での人的損失を苦にする諸侯の一派による後押しで、「戦場における戦死者の再利用」の観点から屍霊術（ネクロマンシー）を駆使した「不死の兵」を極秘の研究し、後にそれが発覚して魔導院から放逐された。
放逐後は追随して魔導院を離れた弟子たちを引き連れて各地を放浪した後、マルスハイム辺境伯領で不満を募らせていた土豪勢力の庇護下に入る。辺境動乱初期に帝国から魔導炉を奪い、その膨大な魔力で多数の不死者を使役して広範囲に混乱を引き起こし、土豪勢力の蜂起を支援した。
元雇用主から情報を得たエーリヒ一行により討伐される過程でアンリとマーガレットは消滅、唯一残されたリアンは無力化され、アグリッピナによって魔導炉の制御人格の基として使われることになる（リアン式魔導炉）。
ハルパ・ヨクゥルトソン・ヘイルトゥエン
かつて上王が君臨した時代から続く名家ヘイルトゥエン家の当主で、マルスハイム辺境伯領の最辺境にある地を治める土豪。永く続く名家だけあって、かつて夜陰神から下賜された神器「月明かりの額冠」を今に伝えている。
土豪勢力内では親帝国派で蜂起に最後まで反対していたが、周囲が全て蜂起に加わったため、やむなく加わる。そしてナイトゥーア湖畔会戦で敗走、そのまま領地に戻る。地理的に帝国による残敵掃討の矛先は届いていないが、かといって土豪勢力一掃を進める帝国に帰参する事も出来ず、籠城の体制を取っていた。
急襲を仕掛けた剣友会との戦いでは家伝の宝刀を持ってエーリヒと一騎打ちを繰り広げ、最後は打ち取られる。なお、この戦いでは一族郎党のみならず、侍女や徴収兵までも死兵となって抵抗し、領民から厚く慕われていたことがわかる。
アロイス・ハルパトゥソン・ヘイルトゥエン
ヘイルトゥエン家の嫡男。剣友会との戦いでは先祖伝来の甲冑を纏い、ジークフリートとの激戦の末に敗れて戦死。
実は英雄譚”金の髪のエーリヒ”の大ファン。辺境動乱初期の戦いを題材とした最新の英雄譚「モッテンハイムの守詩」を周囲の反対を押し切って吟遊詩人を招いて演奏させたほどで、攻め手が”金の髪のエーリヒ”率いる剣友会であることを喜んでいた（たとえ敵方であっても、英雄譚に家名や自身の名が残る可能性がある）。

#### その他の辺境伯領
ガディ
書籍版の登場人物。冒険者である獅子人の男性で、階級は緑青。南方で暴虐を振るった牙長人を倒して“大牙折”の二つ名で知らる。この時に折った象牙を胸に下げている。
集団で獲物を狩る獅子の習性から個としての武勲より、勝利を第一として守るべきものを守るために戦う誇り高い武人で、投げても魔法の腕輪の方へ戻る戦斧を持つ。五人の妻を持ち、彼女たちは雑魚の掃討などで夫をサポートする。
辺境伯領でエーリヒと出会ったときは納税の荷駄隊の護衛をしており、エーリヒが護衛していた隊商と方向が一緒だったため同道することになる。その途中で”悪逆の騎士”の襲撃を受け、果敢に迎え撃つも惨敗する（エーリヒの参戦で戦死は免れるも、英雄譚では戦死の扱い）。
なおエーリヒの見立てでは「鍛え直したロランス氏単騎の方が確実に強い」「自分でも全力装備と魔法なしでもなんとかなる」。
ベアトリクス・オイゲーニア・フリーデリーケ・ブレヒト
書籍版の登場人物。暗殺者集団「一椀（ひとつわん）党」の頭目であるヒト種の女性。
長身で右頬に鈴蘭を入れ墨しており、焦点具たる指輪を身に着け、黒いゴシックロリータ風の豪奢な夜会服と長手袋、長靴を纏い、精悍な雰囲気を漂わせる。全身に独自の術式陣を入れ墨することで魔導を強化しており、また全身を毒化している。
元は貴族の流れを組む旧家の令嬢だったが、その扱いに不満を持って出奔し冒険者となった。（エーリヒと同類の）魔導を補助的に使う軽拳士で、表向きリューネブルク冒険者同業者組合に所属する冒険者で階級は緑青。
琥珀のころ代官から「坑道のカナリア」として死地に送り込まれ、辛うじて生還した４人により「一椀党」を結成する。その趣旨は「仲間の仇は必ず討つ」で、数多の暗殺を成功させてきた“本物の玄人”である。
直近で死亡した仲間の敵討ちの際に「借り」を作った相手から、マルスハイムに流通し始めた即効性の麻薬“魔女の愛撫（キュケオン）”の製造者を護衛するよう依頼を受け、麻薬の出処を探っていた情報屋シュネーを始末しようとして、エーリヒたちと激突する。
エーリヒとの死闘の末に四肢を喪い敗れるが、ドナースマルク侯爵に拾われ一党共々配下となる。その際に侯爵から与えられた高性能な魔導義肢により、生身の四肢より強力になっている。辺境動乱前夜、上役（ナケイシャ）の指示で土豪勢力に包囲されたエーリヒと再会、別任務中であったが相当数の敵小部隊を掃討するなど脱出を助けている。

### その他の人々
ローレン
帝国内に居住する巨鬼の一族ガルガンテュワ部族で、“勇猛なる”の尊称を与えられた戦士（雌性体）。
無暗な戦いは好まず「上質な戦い」を求める武人気質。武者修行を兼ねた遊歴の途上で、隊商の護衛として訪れた秋祭中の荘園で12歳のエーリヒと出会い、その剣技を認めて将来戦うべく彼に“つばつけ”を行った。
マルスハイムで氏族を率いるロランスがライバル視した同族の戦士で、ついに勝てずに心を折られた相手。
転生者の魔法使い
書籍版の登場人物。名前は不詳。エーリヒと同じ転生者で、自ら望んで神から「魔法の才能」を授けられたヒト種の男性。
地方の農民の家に生まれ、前世の記憶が蘇ると同時に魔法を使い始める。膨大な魔力量と強力な魔法の行使により地元の代官に仕官（お抱え魔法使い）するが、より高い地位と名声を求めて魔導院に自らを売り込む。しかし感覚的に魔法を使っているだけでは理論的な魔導を探求する研究機関（魔導院）には相手にさせず、さらに元雇用主（代官）への不義理によって貴族社会からも排除される。
その後は市井の魔法使い（希少な存在なので金に困る事はない）となるが、順調な栄達と急な挫折の反動で自尊心ばかりが肥大化。周囲に犯罪者が集り頭目に祭り上げられるが、その性格や言動から部下を心服させることはなかった。（エーリヒ12歳の春）偶々訪れたケーニヒスシュトゥール荘でエリザを誘拐してエーリヒと死闘を繰り広げるが、最後はアグリッピナによって瞬殺される。
ルドルフ / フルダのルドルフ
書籍版の登場人物。地味で印象の薄いヒト種の男性。
エーリヒが帰郷途中にディードリヒを伴って訪れた街で、二人をインネンシュタット（ケーニヒスシュトゥール荘近郊の都市）までの護衛として雇った青年。
某名家の使用人で奉公先の許可を得て幼馴染と共に一時帰郷する道中と話すが、本当の主家は帝国建国期の誉れ高き武功により「十三騎士家」と称された特殊な騎士家の一つで、現在でも高い権勢を誇るヴィーゼンミューレ家。亡き母が令嬢の乳母を務めた関係で、幼い頃から令嬢付き側仕え（遊び相手）として仕えていた。護衛も兼務している事から、実戦経験こそないが剣の修練は積んでいる。
その令嬢が勘違いから衝動的に駆け落ちを企てたことで逃走劇に加担させられ、痕跡を出来るだけ残さない様に街中で護衛を募集して信用できそうな者を探していた。
この逃走劇は令嬢と婚約者が結ばれる（当人達にとっては）ハッピーエンドで幕を下ろしたが、加担した使用人達は主家に歯向かった者として帰参は望めず、何も知らずに待っているであろう先発組と合流するためディードリヒと共にインネンシュタットに向かった。
その後は先発組メンバーと合流してディードリヒと共に小規模な傭兵団を結成。３年ほど活動した結果、某騎士家に騎手として任官が叶い（他メンバーは歩卒、ディードリヒは断ってマルスハイムに向かう）、そこの四女と結ばれ安定した生活を手に入れた。

### 妖精・半妖精
ウルスラ
夜闇の妖精（スヴァルトアールヴ）。
エーリヒが初めて認識した妖精で、妖艶な雰囲気を漂わせる幼女の姿で現れる（大きさはその時々の状態次第）。
初対面でエーリヒを連れ去ろうとしてアグリッピナに阻止されるも、“妖精の薔薇”をエーリヒに憑けて、以後も接触を続ける。基本は協力的だが、連れ去ることは諦めていない様子。
黒に近い濃紫色の“妖精の薔薇”を介してエーリヒの周辺で起きる出来事を察知したり、彼の元に現れることができるが、時間帯（昼夜）や月齢によって力が大きく増減する。
エリザからは「少しいじわる」「自慢ばかり」とやや嫌われており、機嫌が悪い時には「黒い羽虫」呼ばわりされることもある。
ロロット / シャルロッテ
風の妖精（シルフィード）。
後述のヘルガが幽閉されていた廃館に捕われていた（研究材料として。本人曰く「お昼寝していた」）ところをエーリヒに開放された。天真爛漫で緊張感に乏しく、舌足らずで暢気な口調が特徴。
その権能から最も能力が最大化されるのは解放された野外で、屋内でも流れる空気（風）がある場所には自在に現れ能力を振るうことが出来るが、空気の流れのない密閉された空間ではほぼ能力は使えなくなる。
ヘルガ
エーリヒが魔物退治に訪れた廃館に幽閉されていた半妖精。
元は霜の妖精（ライフアールヴ）で、人間に憧れてある有力者の一門の若夫婦の娘として誕生した。母は産褥で死亡したが、父から溺愛されて育つ。しかし、半妖精と発覚して以降は父から「妻を殺し本物の娘を奪った化け物」と扱われ、“本物の娘”を取り戻すための実験により精神を蝕まれた。
父は研究に巨費と投じ過ぎたため一門から処分され、郊外にあった館は放棄される。そしてエーリヒがヘルガを封印した隠し部屋の封を解くまで、半世紀以上放置されていた。既に心が壊れていたヘルガはエーリヒを父と誤認して「よくないもの」になりかけるが、エーリヒに核を潰され、彼の子守唄を聞きながら看取られて消えた。彼女の“名残”は蒼氷色の宝石となり、エーリヒの月の指輪に装飾され、魔導の発動を助けている。
WEB版では存在のみが語られただけで、父と共に親族により処分された、としている。
灰の乙女（グラウ・フラウ）
家事妖精（シルキー）。
エーリヒが帝都で住むことになった古民家に憑いていた妖精で、エーリヒのことを気に入って彼のために家事をこなしている。家事妖精の性質で住人に姿を見せることや会話することはほぼないため本来の個体名は不明だが、エーリヒはその容姿から灰の乙女と呼んでいる。
本質は「家に憑く妖精」であり、対象の家内では強大な力を発揮する。そのため魔導関係者が集まる魔導区にあって、気に入らない住人（魔導関係者）を何人も追い出してきた強者。セスを一時的に匿った際には、家内を覗き見しようとする術式を防ぐと共に怒りを露わにしていた。またエリザがエーリヒ不在時に訪ねてきて、家の前で途方に暮れていた時には外まで出てきて慰めている。

### 歴史上の人物
リヒャルト・フォン・バーデン＝シュトゥットガルド
500年余り前、ライン三重帝国を建国した初代皇帝で“開闢帝”の異名を持つヒト種の男性。
元はライン川流域の一画を所領とするバーデン家の分家シュトゥットガルド家の末子であったが、戦乱期であった当時14歳にして自立を決意、人材や資金を手に入れ暴君であった主家を滅ぼし、破竹の勢いで周辺領土を制覇して僅か一代で帝国を建国した。
建国から500年余りを経た現在では、半ば神格化されている。エーリヒからは同郷の異世界転生者と推測されている。
礎石帝
リヒャルトの死を受けて即位した第二代皇帝の異称で、三皇統家となった吸血種エールストライヒ公爵家の初代当主。
絶対的カリスマ（リヒャルト）の喪失でバラバラになりかけた新興国家を、強権を以って引き締めることに成功、以後五百年に渡る安定した統治の礎を固めた偉人。別名「人柱帝」。
黒旗帝
詳細は不詳ながら侵略戦争を防ぎ、開闢帝と並ぶ不動の人気を誇る皇帝の異称。皇太子の「銀太子」と併せて語られる。
作中ではエーリヒがライゼニッツ卿から払暁派魔導師の戦い方を教えられる場面（映像）で、地平線を端から端まで埋めつくす規模の「魔物の暴走」（スタンビート）をたった一人で蹂躙し続ける魔法戦士が映し出され、後続の味方に対して魔物の返り血により真っ黒になった帝国旗（黒旗？）を掲げる。この人物が黒旗帝とすると、ヒト種であることからバーデン＝シュトゥットガルド家の出身で、エーリヒが理想とするタイプの魔法戦士であった。
東征帝
遥か東方の大国との間に通商路を確立した功績が異称となった皇帝。
当時、生産過剰による経済停滞（デフレ）に陥っていた帝国に巨大な消費地を確保し、経済的な飛躍をもたらした。
この通商路は帝国には経済的繁栄を齎したが、輸入超過となった東方の大国では銀の大量流出などの経済的悪影響も深刻化した。また恩恵を享受する通商路上の諸勢力とそれ以外の周辺勢力との間で格差と争いを生み、最終的に途絶する。
ジョゼ1世
“吝嗇帝”の異名を持つ皇帝。一般に「ジョゼ銭」と呼ばれるこの時代の硬貨は混ぜ物が多く、価値が低い硬貨の代名詞となっている。硬貨に刻まれた横顔は渋いらしい。
コルネリウス2世
“仁恵帝”の異名を持つ皇帝。巷では硬貨に愛娘の横顔を刻印した“親馬鹿帝”として名を馳せる。
ランペル大僧正 / 禿頭のランペル
夜陰神に仕えた吸血種の僧侶。三重帝国成立以前の人物で、吸血種の守護聖人。
吸血種の”あるべき姿”を語った彼の「受くる者の誓約論」は、三重帝国における吸血種文化の礎となった。また彼の横顔が刻まれた（純度の高い）銀貨は、現在でも吸血種に対する戒めの意味を持っている。
“釘なし”の親方
ヒト種の男性。職工同業者組合で、今も語り継がれている伝説の名工。活動時期は不詳。
“釘なし”の由来となった「一切の釘を用いず建物を造る」技術を確立した他、手押しポンプや脱穀機など様々な先進的な“発明品”を世に送り出した。僅か22歳で職工同業者組合に親方認定されたが、惜しくも早世する。彼が構想を記した日記が“覚書”として弟子に受け継がれ、その内容は「千年先を見てきたかのよう」だと伝わる。
市中には時折”偽の写本”が出回るため、本物に近い写本は然るべき伝手を頼って職工同業者組合から入手しなければならない。
ユストゥス・デ・ア・ダイン
帝国の西方辺境域で、帝国に抵抗した勢力（現在の土豪勢力）側の英雄にして旧王の娘婿。デ・ア・ダインは王の尊称。
生まれながらの魔眼の持ち主で、反帝国の旗印であり軍事的な天才と伝わる。纏まりの無い在地諸侯の統制に成功して帝国に抗い、第四次マルスハイム会戦にて五代目マルスハイム辺境伯との決戦に敗れて首級を挙げられる。
血統は残されていない（族滅）とされているが、面従腹背の土豪勢力に匿われて密かに血統を繋いでいる、という説がまことしやかに囁かれている。

## 作中設定

### ライン三重帝国
中央大陸西部北方に位置し、建国から500年を数える君主制国家。3つの皇統家から7つの選帝侯家により皇帝を選出する。
かつて世界が一つであった神代の時代から肥沃な穀倉地帯として知られ、神代の時代が崩壊した後の分裂時代であっても小国が十分な富を蓄積できるだけの富裕な地域であった。それゆえ他の地域が大国に収斂された時代となっても相変わらず小国並立が続いていたが、開闢帝として知られるリヒャルトにより統一された。
富裕な地域ゆえに元々中産階級の層が厚く、帝国による安定した統治もあって世界的に強国と認識されている。
3つの皇統家が全て異なる種族のため種族を問わず受け入れる国風があり、農民でも跡継ぎだけでなく優秀な子女を代官の私塾へ通わせる奨学の気風がある。また建国に関わる人物が温浴を奨励した歴史から風呂好きとして知られる。なお農村部など地方の風呂は蒸し風呂であり、大量の湯を消費する浴場などは都市部にしかない。
公用語である「帝国語」はドイツ語に酷似し、選帝侯・宮中伯・辺境伯・貴族称（フォン）など神聖ローマ帝国を彷彿とさせる単語が多い。また家名（苗字）を持てるのは貴種や特に許された名家に限られる。
行政システムは神聖ローマ帝国時代のクライス（群）より先進的な体制となっており、有力貴族が「領主」として治める領邦に配下の貴族が治める行政管区があり、更に細分化された地域や街を「代官」である下位貴族や騎士が治めている。代官は複数の荘園を治めるため、各荘園には領民のまとめ役である「名主」「顔役」などが信任され、必要に応じて代官の業務代行や補佐を執り行う。また一部の爵位には封土（○○伯爵領、△△男爵領など）が設けられているが、様々な理由で領主と爵位は必ずしも一致しておらず、作中ではノルトシュタット男爵領の領主としてクルト・フォン・ハイデ男爵（ハイデ男爵家のクルト）が登場する。

#### 組織
三重帝国魔導院
帝都ベアーリンにある帝城の南出城（通称・鴉の巣-クレーエスシャンツェ-）に本拠を置く、帝国で唯一の公的に魔導を扱う組織。機能の拠点はベアーリンだが、帝国各地に出張所があって分野によっては研究の中核となっている所もある。
帝国建国時に各地に点在してた魔法使い組織から、理論的な研究を行っていた魔法使いを集結させて設立された。それゆえ当初から魔法に対する姿勢や思想が異なり、後述する七学派が形成されていった。また初期の教授達は規模の大小を問わず組織の長や有力者であり、自然と多くの学閥が形成され、その後の学術的/世俗的な対立による数度の学閥紛争と呼ばれる激烈な騒動を経て、現在の五大閥に収れんした。
研究・教育機関であると共に、所属する魔導師は国の要請に応じて公務を執行する技術官僚としての性格も併せ持つ。
魔導院に所属する者は聴講生/研究員/教授に区分され、いずれも正規/非正規（客員）に分けられる。所属するには明確な規定があり、野放図な採用は制限されている
最も人数が多い「魔導院と言う学校の生徒」である聴講生の多くは出身地の私塾などで基礎教育を受け、その結果から師や有職者などにより推薦された者で、学費・生活費などを自費で負担しなければならない。
研究員に昇格すると自身の工房と研究費が与えられ、魔導師（マギア）を名乗ることが許される。またアグリッピナの様に十分な実力（論文提出）があれば、最初から研究員としての採用もある。教授ともなると出自に関わらず貴種（多くは名誉貴族）となり研究費とは別に年金も支給されるが、今まで定数が満たされたことが無い狭き門を通過しなければならない。
聴講生は遅くとも研究員になる前に専攻を決める必要があり、ミカの様に入学時から目的（故郷のインフラ整備）を明確にしている者を除き、将来を左右する重要な決断となる。
聴講生から研究員と研究員から教授への昇格には教授から推薦を受け研究論文を提出して査定を受けるが、特に教授選考会は別名「公開処刑」と呼ばれる狭き門で、昇格後の降格も普通にあるらしい。
院内には所属員向けの御用板が設置されている。依頼主は所属員または政府で、依頼の内容は様々。学術的なサポートや素材の採取に始まり、単なる荷物持ちや会合などでの賑やかしと言った魔導と無関係なものまである。また政府の依頼は、街灯の魔力充電や下水道の餌やりなどインフラ関連となる。魔導師同士の互助を目的とした主に困窮者救済策であるが、教授の中には自らの閥に招く基準にする者もおり、院内における人間関係の構築に大きく寄与している様子。
地下には魔導実験を行う専用の「実験室」が埋設されている。機密度や魔導規模に応じて様々なタイプが用意されており、エーリヒが利用した共用実験室（射撃練習場を思わせる部屋）は危険性軽微な実験用だったが、最も厳重に防御された実験室でさえ、過去に3度破られて甚大な破壊を引き起こしている。
ちなみにエーリヒが「魔導師の戦い方」として教えられたのは、”タネの割れた手品に価値はない”との黎明派の箴言に集約される。一言でいえば“初見殺し”や“分からん殺し”、すなわち「前情報なしには対処不可能」であること。これは対処不能に思えるような術であっても、解析すれば対処法は幾通りも見つけられる（可能性が高い）という事の裏返し。エーリヒは魔法使いであるが、魔導師としての戦い方を伝授されている点で「魔導師よりの魔法使い」といえる。
- 払暁派

”魔導を以て無明を払い、世に更なる豊かさをもたらさん”を理念とし、魔法によって世界の発展を促進させようとする積極派。
実用的な技術に重点を置き、数々の研究成果により帝国の発展に寄与しているが、同時に頭を抱えるような成果も数知れず。他学派からは「面白いかどうかが判断基準の愉快犯」「問題児集団」と見なされている。
- 黎明派

曰く”知は愚昧なる者の下では無知よりも罪深き物となる”、すなわち魔法は使い手次第で大きな弊害を生むとする慎重派。
新技術の開発には積極的だが、その普及や拡散には慎重で、人前で大ぴらに魔法を行使するのも控えるほど。他学派からは「隠者気取り」と揶揄され、払暁派・落日派とは仲が悪く、中天派とも一定の距離を保つなど、ミカ曰く「やや孤立気味」。
- 中天派

魔導で出来ることは魔導で、それ以外はそれ以外で、とする常識的な考えの下、各派閥間を取り持つ調整役（バランサー）を自任している穏健派。
魔導士の暴走や対立に悩まされる帝国政府からの受けは良く「魔導院唯一の良心」との評価もあるが、他学派からは「コウモリ」に例えられ軽んじられる事も。
- 落日派

”秘められし深奥にこそ誉あれ”を標語とし、技術より魔導の概念理解を重視する学派。実態は精神魔法を始めとして様々な禁忌の生みの親であり、積極的に肉体や精神を改造してより高次の存在に至ろうとする過激派。
四肢再生や内臓再構築など極めて有用な医療技術の先駆者でもある。他学派からは「頭のねじを飛ばした肉狂い」と嘲られているが、「新しもの好きな合理主義者」という共通点から払暁派とは仲がいい。
- 東雲派

”基底現実（物質世界）以外にも魔導は干渉し得る”ことから、魔導を通して世界を概念として理解しようとしている学派。
過去視や未来視を求めて霊感じみた予言技術を開発したが、定量的なエビデンスが得られにくい点から評価は大きく割れている。他学派からは「明後日の方向にいっちゃった連中」と思われているが、世界を概念として理解する手法として魔導哲学の分野を切り開いたことは高く評価されている。
- 烈日派

魔法万能主義の小学派。
新技術の開発には積極的だが、すべてを魔法で行うとして無駄に術式が高度化・複雑化したり、選ばれし者（自分達）が使えれば良しとする排他的な考えから研究成果を秘匿する傾向が強い。その気質から他学派すべてと敵対するが、秘密主義の弊害で実績/貢献不足となり予算は縮小、聴講生からも敬遠されて斜陽化している。
- 極夜派

過度な魔法行使による現実社会への影響を憂いて、魔法の脅威から人々を守るため対魔導（残留魔力除去や抗魔導結界など）の研究を主にする小学派。
他学派からは「魔導嫌い」「斜め上方向に拗らせた連中」と思われているが、帝国政府からは防諜面や安全面で有用な技術として厚遇されている。ただ「魔法なんか無い方が良い」という極論にまで至っており、烈日派とは別の意味で他学派すべてと敵対している。
魔法と魔術と奇跡
この世界において魔法（マギ）と魔術（ツァオバークンスト）は明確に異なる。魔法は物理法則をねじ曲げたり上書きしたりするもの、魔術は物理法則を励起するものであり、具体的には「本来燃えない物体や状況で物を燃やす」のが魔法、「マッチやライターのような着火具の代わりに魔力を用いて着火だけする」のが魔術である。また両者を合わせて「魔導」と呼ぶ。
この世界ではあらゆる生物が魔力を内包しており、通常は体内の魔力量が一定量に達すれば魔導に“開眼”し、魔力感覚から独学で制御術を身につける。他にも、他者から魔力を流し込まれたり、魔力の濃い場所へ踏み込むなどの切っ掛けで、魔導に開眼する場合もある。魔導に開眼した者は、月の対となる魔力的な黒い月「隠（なばり）の月」が夜空に見えるようになる。ただし実際に魔法や魔術を行使するには、体内の魔力を体外に放出する必要があり、そのための器官を生まれ持つ種族と持たない種族がある。器官を持たない種族は、魔力を体外に放出するために「焦点具（スターター）」と呼ばれる道具を用いる。ヒト種は通常焦点具を必要とし、長命種に焦点具は不要である。焦点具は一般に杖の形をしているが、杖と比較すると低出力な指輪型なども存在する。魔法や魔術を行使するには、応じた術式を頭の中で練り上げ、焦点具から魔力を出力するのが基本で、補助として口語による呪文や動作、魔法陣などを用いることもある。また独学では術式が不安定で無駄ができやすく、指導者の下で理論を学び身につけることで術式の効率を上げることができる。
ちなみに神々によって齎される「奇跡」は、本来の物理法則を神々が一時的に局地的に異なる物理法則へ書き換え「最初からそうであったかのように」起きる一種の自然現象である。そのため、本来の物理法則では起こり得ない事象が起きても魔導のような歪みの痕跡や反動は現れず、魔導では実現困難な事象でも神々に認可されれば容易に実現可能である。例えば切断された四肢を繋いだ場合も、「魔導」であれば継ぎ目が残り機能回復まで訓練が必要など問題も多いが、「奇跡」であれば最初から切断されなかったような状態へ戻り切断の痕跡はほぼ残らず（魔導による切断であれば、その術式の残滓が読み取れる程度である）、機能にも問題は全くない。ただし、どの程度の奇跡が認可されるかは神々の得意分野や術者の信仰心に負うところが大きく、本来の物理法則では困難な事象ほど神々からの寵愛が必要となる。また、魔導では実現困難な事象も容易に実現できるという意味で、特定の専門分野の魔導師にとって嫉妬や興味の対象にもなっている。
航空艦技術研究報告会
通称”技研”。皇帝の肝いりで進められている量産型航空艦整備計画の中枢となる組織で、魔導宮中伯で計画の推進役であるアグリッピナが主催する。
技術面を担う魔導院関係者や職人の他に、航空艦や工廠を管理運営する軍人・官僚など参加者は多岐にわたる。また航空艦以外にも付随する各種技術を網羅しており、辺境動乱で登場した閉鎖循環魔導炉（第一種永久機関）はここの発案によるもの。
この整備計画は将来に渡って巨大な利権となるため帝国中の関心を集め、自薦他薦を問わず関与したい者達の干渉も多く、全てを主催者が把握しているかというと疑問符が付く。土豪勢力に前述の魔導炉が奪われたのも、影響力を使って強引に割り込んできた者の失態。ちなみに辺境動乱前夜にエーリヒが遭遇した事案は技研が大本とされたが、実際は技研発足前の前皇帝の代に裁可された魔道院某教授の計画で、技研自体は直接関与していない。
拾遺奇譚局
書籍版に登場する組織。文字通り、世に埋もれた奇譚書を収集する公的組織。
宮中伯への就任を知らされたアグリッピナは最終的に自身が担当する職務（量産型航空艦の整備）を出来るだけ早く完了させるのが、元の読書三昧の（自堕落で怠惰な）生活に戻る一番の早道と結論付ける。しかし、その間にも喪われていくであろう幾多の奇譚書や稀覯本に思いを巡らせ、公設の蒐集組織を設立する。また発見/収納を円滑に進めるため皇帝の裁可を受け、「帝国内での活動許可」を得る。
アグリッピナとしては引退後に向けた措置（自分へのご褒美）であったが周囲は額面通りには受け取らず、特に帝国全域での活動が許可された事から奇譚収集を名目としたアグリッピナが管掌する皇帝直属の密偵組織と勘繰る者が大勢を占めた。そしてエーリヒも冒険者を装った「伯爵直属の密偵」と見られたため、この組織との関係性を疑われる事になる。
魔導院マルスハイム出張所
魔導院がマルスハイムの置いた出先機関で、落日派の研究拠点。責任者は落日派ベヒトルスハイム閥の教授フラウエンロープ卿。
西部のスラム一歩手前という街区にあって、主に薬学の研究を行っている。試験薬の治験は貧困者を使って行われており、赴任の挨拶に出向いたミカは「わるいまほうつかいのねぐら」を想起している。薬品を日常的に使うことから、所属員に専用の白衣が支給されている。
ミカの赴任は名目上の物で、実態はフィールドワークとして都市政府の依頼でインフラ整備を熟すため、ここに出入りする事は少ない。
マルスハイム冒険者同業者組合
マルスハイムに設立された冒険者の組合。現在の組合長は、先代マルスハイム伯の庶子であり、現マルスハイム伯の異母姉であるマクシーネ・ミア・レーマン。
組合会館の中には広いホールに8つの窓口と様々な高さの記帳台、幾組かのローテーブルやベンチ、依頼が貼られた色分けされた衝立などが設置されており、役所や銀行のような雰囲気を醸し出している。また会館の奥には、掲示板に出せない依頼や余人に聞かせられない高額報酬等の話をするための応接間も備えられている。

#### 行政区・都市
帝都ベアーリン
人口6万人ほどで三重帝国北方に位置する。中心の帝城から16本の大通りが放射状に延び、四方に出城が置かれた真円状の都市。
都市の隅々まで緻密に計画され、今も完璧に維持されたアグリッピナ曰く”見栄の都”。魔導院をはじめとした帝国政府の中枢機能が揃い、各地に領邦を持つ貴種や外交使節が館を構え、国の内外を問わず政治的交渉の場に特化した都市であり、産業は商業と金融が中心。
住民の多くが政府所属か貴種、それらと取引が許された大商人、またそれらに仕える者・仕事を受ける者達であり、冒険者も貴種や大商人の依頼を受ける一流が集っている。単純労働者もいるが貧困層はごく少数（主に魔導院の苦学生など）。衛士は各地から選りすぐり（勤務態度や見た目重視）が集められ、住民は常に「清潔」で「社会規範を守る」ことが要求される。
ハイデルベルグ行政管区
三重帝国の南方に位置する行政管区。冷涼な気候で、ブドウとオリーブの栽培が盛ん。
ケーニヒスシュトゥール城塞
ハイデルベルグ行政管区の西部に位置し、複数の荘を管轄する代官で帝国騎士のエッケハルト・フォン・テューリンゲンの居城。
作中では名前のみの登場だが城塞を名乗っている点から軍事的要地であり、同名の荘が別にある点から険しい地形である事が想定される。
ケーニヒスシュトゥール荘
エーリヒの故郷で、テューリンゲン卿管轄下にある荘園のひとつ。城塞と同名で城塞勤めのハンス（エーリヒの三兄）が帰郷時に実家に居たとこから、城塞とは近い距離にあると思われる。
ブドウとオリーブの生産が主となる長閑な農村で、代官直々にスカウトした自警団長（ランベルト）やお抱え猟師（マルギットの実家）、熟練の鍛冶師（スミス）などが居住している点から、テューリンゲン卿管轄下では中核となる荘と思われる。作中の登場人物以外に小鬼・馬肢人・矮躯種など多くの種族が居住している。
インネンシュタット
ケーニヒスシュトゥール荘の西方の川沿いに位置し、都市国家時代から1000年以上続く歴史から「古都」と称される城郭都市。
同荘の者が必要に応じて売買に出向くことがあり、病弱だったエリザの薬などもここで購入するなど、荘に最も近い「都会」と認識されている。
リプツィ行政管区
三重帝国の東方に位置し、三皇統家の一画エールストライヒ家が治める行政管区。
リプツィ
リプツィ行政管区の州都でエールストライヒ家の本拠地。帝都ベアーリンから直線距離で140kmに位置する。
帝都との間には南剣連峰が聳え立っており、大きく迂回するため早馬でも数日、徒歩であれば2 - 3週間はかかる旅程となる。
ウビオルム行政管区
三重帝国の西方に位置する行政管区で、二つの管区を擁するウビオルム伯爵領の一つ。
ケルニア
ウビオルム伯爵領の州都。戸籍上の人口は4万人ほどだが、交易や日雇い等の一時滞在者を加えた実人口は6万人ほどにもなる。
リプラー
ウビオルム伯爵領の東端に位置するリプラー子爵領を構成する都市。人口は1万2千人ほど。
鉄工同業者組合の発祥地であり、伯爵領における金属加工の中心地。三重の市壁に囲まれ、その内側は金属加工設備の煙突が林立している。
アグリッピナが伯爵位を継いだ当時のリプラー子爵（小悪党気質だが、経営の才と審美眼の持ち主）は伯爵位継承を巡る騒動で死亡。その後については不詳だが、エーリヒを引き留めようとした際に「（騎士爵に）今ならリプラー子爵領もおまけに付いてくる」とアグリッピナが言っており、（重罪である隠し銀山で私腹を肥やしていたので）子爵家は断絶となった可能性が高い。
デューレン行政管区
三重帝国の西方に位置する行政管区で、二つの管区を擁するウビオルム伯爵領の一つ。
ラウジッツ行政管区
特に記載はないが、北部にある帝都から南部の故郷に戻る途中でエーリヒが立ち寄っているので、中部に位置すると思われる。
ヴィゼンブルク
鉱山労働者の拠点都市で、戸籍上の人口は3千人ほどだが、一時労働者を加えた実人口は1万5千人ほど。北西に南剣連峰が位置し、その南の低山帯に銀鉱山を中心とする各種鉱山が開かれており、鉄工業も盛んだが、森林資源を大量に消費する鋳造所は存在しないらしい。
エーリヒが立ち寄った時点での領主は武芸好きらしく、定期的に領主主催の闘技大会が開かれている様子。
マルスハイム行政管区
三重帝国の最西方に位置する行政管区で、「地の果て（エンデエルデ）」の異名で知られる。
三重帝国により武力併合された地域で、今も面従腹背の土豪勢力が多く残存しており、隣接する衛星諸国家群と合わせて西方の仮想敵国（セーヌ王国など）との係争地域を形成している。
皇統家バーデン＝シュトゥットガルド家の縁戚であるマルス＝バーデン家（マルス家に属するバーデン家の血統）が辺境伯として治めている。帝国中枢から離れていることで法規制や整備が行き届かず、衛星諸国や異国との国交が盛ん故、潜在的に紛争の種や治安の悪さを抱えた「冒険者の飯の種が腐るほど転がっている」地域。新しいことを始め一旗揚げるに適した地域とも言われる。
マルスハイム
マルスハイム行政管区の州都。元は軍事拠点として建てられた城館を中心に発展し、都市北方にマウザー川が流れる城郭都市。
紛争時は支配権を巡って幾度となく激戦が交わされ、この地の支配を確立したことで帝国の優位が確立されたともいわれる要地。その際、僅か一夜で丘を作り砦を築いたする逸話が残る。その後も攻防戦は続き、こうした紛争の歴史から市中でも血腥いエピソードには事欠かないが、当時の痕跡は保存されておらず、変わったところのない“がっかり名所”も多いらしい。
アードリアン恩賜広場
マルスハイム冒険者同業者組合の前に広がる、噴水と花壇が設置されたこじんまりした広場。同広場は冒険者同士の待ち合わせなどに使われているが、組合の目前であるため、死闘は厳禁とされる。
ユストゥス恩賜浴場
反帝国の支柱であったユストゥス・デ・ア・ダインに因む浴場。第四次マルスハイム会戦で五代目マルスハイム辺境伯が打ち取り、浴場前にはその場面の銅像が立っている。
エーリヒが一党を率いて訪れる定番の場所の一つ。ただ恩賜浴場という割には有料（普通は無料）である点が、この地の財政状況を現わしている。
モッテンハイム荘
州都マルスハイムから南西に三日ほどの距離にある開拓荘。
名主のヴォルブタース・ギーゼブレヒト氏はマルスハイム辺境伯家に連なる有力者（貴種）の落胤で、この荘はギーゼブレヒトのために用意された比較的新しい開拓荘。そのため立地が良く生家からの支援（絹など高額産品の生産を許可）により財政面でゆとりがあり、各種設備も整っている。人口は四百人を超えて順調に増加中で、自警団は15人（予備を含めると32人、人口に対して標準的な人数）を揃えている。
ただ生家の後ろ盾を含め恵まれた環境ゆえに外敵の危険を感じることが少なく、防衛という観点では不備も多い（例えば、ケーニヒスシュトゥール荘では7本ある櫓が2本しかない）。ただ辺境伯家に近い上に名主一族は蝶蛾人という事で土豪勢力からは疎まれており、それもあって近年では剣友会に防衛体制の強化支援を依頼、定期的に剣友会から小隊が派遣されていた。
これまでの関係から名主とも懇意にしているため、辺境伯領にキナ臭さを感じ取ったエーリヒが避難地に選び、”金の髪のエーリヒ”の英雄譚「モッテンハイムの守詩」の舞台となった。
フラッハブルグ城塞
モッテンハイム荘から「早馬で一日」の距離にある代官ボーベンハウゼン卿の居城。
戦乱期にマルスハイムを守る支城の一つとして築かれ、全体を水堀で囲った五角形の城壁の各辺に本館と四本の鐘楼が配されている強固な作り。
ボーベンハウゼン家は五代目マルスハイム辺境伯の影武者を務めた騎士が始まりで、いわば辺境伯家の股肱の臣と云うべき譜代の家柄。
ノルトシュタット
マルスハイムの西方（フラッハブルグから「馬で五日」の距離）にあり、ノルトシュタット男爵領を構成する都市。現在の領主はマルスハイム辺境伯家に近い有力者クルト・フォン・ハイデ男爵。
マウザー河の支流ヴェルケ川沿いに立地し、モッテンハイム荘を含むこの地方の最大規模の都市（人口五千余り）で、辺境域にある各都市・拠点への物流（水運）の中枢を担っている。また陽導神を始めとした主要な聖堂があり、神の厚い恩寵を受ける聖堂騎士が複数在住している。
帝国編入後に行政拠点として設計された新造都市のため防壁等は比較的薄く、辺境動乱時には魔導院マルスハイム出張所に所属していたミカが支援のために派遣された。
アルトハイム
マルスハイムの東に位置する人口8千人ほどの大都市。現マルスハイムが建てられる以前の旧マルスハイムであり、州都が移転する際に都市名を改めた。現在では地理的にも政治的にも重要性を失っており、中央との中継点として惰性で残っているだけと言う。
イルフュート荘
マルスハイムからそう遠くない田舎荘。農業の他、土地を切り拓くための林業も行われている。十七代続く名家で周辺の荘も管轄する薬草医のニクス家、代官公認の狩人がいるなど、そこそこの規模はある様子。
その他の都市
ヴストロー
帝都の北西に位置する中小規模の地方都市。帝都より早馬で2日ほどの距離にあり、三重帝国の最北方地域と帝都を結ぶ「入り口」となっている。文化的には最北方地域に属し、食事や服装、言葉なども北方寄りである。
ブランケンブルク
帝都の南に位置する、大きな湖と隣接した人口数千人ほどの都市。40 - 50人程度の隊商が帝都より10日ほどで到着する距離にあり、湖で採れる新鮮な魚を使った揚げ物が名物。
エルベラント
人口の多い大都市の例として、ミカとヨルゴスの会話に登場。大河沿いの港湾都市で、市民権を持つ臣民だけで一〇万人を越える。
ノルトライン
人口の多い大都市の例として、ミカとヨルゴスの会話に登場。「鉄鋼と酒造の中枢」とされ、総人口二〇万を超える。ただ、市壁内の人口は五万人ほどで、残りは周囲の広大な都市圏に住んでいる。
スヴォル
帝国内では二番目に古い陽導神の聖堂がある街。
陽導神の落とし子「朝日の先駆」アールヴァクが聖堂に居たことで、小国林立時代にも戦火に巻き込まれずに済んだ古都。

### 諸外国
セーヌ王国
三重帝国の西方に位置する大国。三重帝国の建国期には既に数百年の歴史を持ち治世の安定期を迎えつつあった古く伝統ある国家。
位置的にフランク王国あるいはフランス王国が該当し、スタール家が貴族称にdu（デュ）を使う点からもモデルと思われる。
三重帝国の主要な仮想敵国（マルスハイムが辺境伯領になった由来）であり、間にある衛星諸国地域を舞台に互いの勢力を競い合っている関係。とはいえ、正面切っての紛争には至っておらず、アグリッピナの様なセーヌ出身者への差別などもない。
北方半島圏
三重帝国の北方に海を挟んで位置する地域で、スカンディナヴィア半島からバルト海沿岸地域がモデルと思われる。
厳しい自然環境から、ヴァイキングがモデルと思われる屈強な戦士集団による帝国北部への略奪行が度々行われている。
北方離島圏
中央大陸北西部より北方に位置する巨大な島。作中に「北方離島圏の名高き女王ヴィクトリア」とあり、（現代のイギリスの前身）グレートブリテン及びアイルランド連合王国がモデルと思われる。
合議制に近い王制が布かれている封建制国家だが、政情は極めて不安定で内戦により頻繁に国王が入れ替わるほか、ときに異民族が王位を簒奪することもある様子。帝国とは言語が異なる（離島語）。また独自の魔導刻印を持ち、物品に魔導刻印を刻み祈禱師たちが祈りを捧げることで、生半可な魔導では太刀打ちできない絶大な効果を発揮する。
神皇の国
南方大陸にある上古の時代から続く政教一致国家。南方大陸はアフリカ大陸が、この国はエジプト末期王朝がモデルと思われる。
かつては最古の歴史と強大な国力を誇った大国であったが、度重なる戦争と内紛、それらを原因とする文明の停滞と人口減少に伴う守護神群の衰退で、国家として長らく衰退を続けている。ただ、定期的な河川の氾濫が齎す肥沃な大地により、飢餓の心配が無いのが唯一の救い。
三重帝国と直接接している訳ではないが、南方衛星諸国地域を経由した南内海（地中海）沿岸の都市国家（イタリア半島の小国家群がモデル）への影響力や制海権を巡る紛争は何度か発生しており、300年前に帝国が勝利した際は賠償として神殿の装飾や黄金神像を戦利品として持ち帰った。
ピレニア連合評議国
三重帝国の西方、セーヌ王国より更に西に位置する緑西海（大西洋がモデル）の沿岸国。他の大陸との交易が盛んらしく、異国情緒と西方文化が混じり合った独特の陶器が名産品。
ネーデルランド（ベネルクス）あるいはポルトガルがモデルと思われる。
トリーノ王国
南内海寄りの南方衛星諸国地域（ボヘミアやバルカン半島がモデルと思われる。）にある国家。この地域では強国で、帝国と南内海を結ぶ物流の要衝。
帝国が関係を重視している国の一つで、元々は異なる神群が信仰されていたが、布教のため帝国から夜陰神の神器「偃月の鏡台（ハルプムント シュピーゲル ティッシュ）」が貸し出されるなどした結果、現在までに帝国と同じ神群が主流となっている。
帝室と縁戚関係にある王家（現国王はバーデン＝シュトゥットガルド家の親戚）との関係も盤石で、南方衛星諸国における親帝国勢力の要ともいえる。

### 同業者組合
この世界において同業の者が集う同業者組合（ギルド）は様々あり、基本的に大都市単位で職業ごとに組合が結成されており、職種によっては近隣の荘園に組合員が出向し常在している。例えば、鍛冶屋は日常生活に不可欠な包丁や農具や釘などを鍛造するため何処の荘園にも存在するが、その荘園に同業者組合はなく、彼らの所属は近隣の大都市の同業者組合である。

相互扶助のため同職の組合同士は都市の垣根や国境を越えた繋がりを持っており、ある都市の同業者組合に属する者は別の都市の同職の組合においても便宜が図られる。

#### 冒険者同業者組合
その起源は神代と伝えられ、「真なる竜を倒せる」英雄を「たかが人間の都合」で喪うことを惜しんだ神々の盟約により誕生した。そのため冒険者同業者組合に所属する全ての冒険者は国家（人間の権力）には従属せず、国家間移動も自由が認められている。
しかし、神代と共に総括本部が失われ、神々による直接介入も絶えて久しく、現在では、ほとんどの冒険者は雑事を請け負う「何でも屋」と言うのが実態であり、いわば日雇い労働者である。そのため困窮した冒険者同士のトラブルも日常茶飯事であり、その日の飲み代のためだけに強盗殺人が起きることすら珍しくない。
所属する冒険者は、下位から煤黒、紅玉、琥珀、黄玉、緑青、青玉、瑠璃、紫檀の色でランク付けされる。なお、この色分けに関してエーリヒは見覚えがあるものの、単なる偶然の一致か同様の転生者の遊び心だろうと思っている。
- 煤黒

いわば「見習い」で、都市内の雑用程度の依頼しか受けられない。
報酬は最低限の生活費程度もので蓄えを作る余裕はないが、戦闘など直接的な命の危険はほぼない。原則的に新規登録者はこのクラスから始める決まりで、Web版でミカが冒険者登録した時には、このクラスから始めている（書籍版では特例で琥珀から）。
多くは半年から一年で紅玉に上がる（「煤が落ちる」という）が、エーリヒは十五歳の初夏に冒険者登録してその年の秋（十六歳の秋）には紅玉に昇格した。
- 紅玉

内容的には煤黒と大差はないが、都市外の依頼も受けられる。
まだ一人前の冒険者とは見做されておらず、上級者から誘われれば隊商護衛なども可能だが実態は「賑やかし」と呼ばれる人数の水増し（大勢いた方が襲われ難い）でしかなく、戦力としては期待されていない。そのため報酬は生活費を引くと僅かしか残らない額で、野盗などの襲撃を受けた場合の死亡者もこのクラスが多い。
最低でも一年以上はこのクラスを経験すると言われている。エーリヒは「（安い割に）戦力として期待出来る」「騎馬を持っている（騎馬斥候）」などの理由で隊商護衛で人気となり、「悪逆の騎士」ヨーナス・バルトリンデンの襲撃に遭遇してして琥珀へと昇進（組合からは黄玉への二段階昇格を打診されたが、まだ冒険者になって半年ほどだったため周囲のやっかみを懸念して断った）した。
- 琥珀

概ね一人前の冒険者として認められるクラス。
とはいえ危険度に見合う報酬かは微妙なところで依頼主からの信用も低い。最悪、脅威度を探るための「使い捨ての駒」になることもある。
- 黄玉

中堅クラスの冒険者。十分な経験を積み、報酬も危険度に見合った額になるクラス。
安定した生活（有力者や大手商会などの専属）も可能で、冒険者としては一つの到達点。エーリヒがいつ昇進したかは不詳だが、ミカが合流した時（冒険者になって三年目、18歳の春）には黄玉になっていた。
- 緑青、青玉

上級・最上級の冒険者。
その都市や地方で名が知られた有名な冒険者であり、貴種など有力者からの指名依頼も、吟遊詩人の詩に登場する英雄も、多くはこのクラス。作中では一椀党のベアトリクスが緑青で、聖者フィデリオと巨鬼の戦士ロランスが青玉。
- 瑠璃、紫檀

共に紫を帯びた色で、ほぼ名誉称号。特に紫檀は皇帝の禁色（皇帝のみが使用できる澄んだ赤みの紫）に近い暗い赤みの紫色であり、よほどの事がない限り与えられない。
このランクは同業者組合が認定するものであるが、琥珀以上は身分証としても機能し、他都市の組合に移ってもそのまま通用する（紅玉以下は煤黒からやり直し）。その他にも琥珀以上には、入市税の減免・免除などの特権もある。それらの情報からエーリヒは、冒険者ランクは能力だけでなく信用も含めた格付けを行うものと推測し、依頼数だけでなく成功率や依頼者からの評価、冒険者自身の品格も昇格の重要な要素と見ている。

#### 氏族
多くの冒険者は同業者組合への所属とは別に、必要に応じてグループや派閥を形成する。
最初は意気投合した者同士でグループが出来、依頼によって加わる助っ人の知り合いが増え、さらに付き合いのあるグループ同士が継続的に結びつくことで集団を形成、自然に組織化が進んでいく。
また、冒険者内での自己防衛のため有力な集団に属するのも、また自然な流れとなる。特に魔法を使える者は希少で、強引な勧誘などから自己防衛する手段として特定の集団に属する事は必要な選択になる。
ある程度の規模が組織的にまとまったものをマルスハイムでは「氏族（クラン）」と呼ぶ。多くは特定の酒保を拠点と定め、仲間内の独自ルールを定めている。なお、他の地方にも呼び名が異なる同様の集団が存在している。
初期の剣友会の様な互助会との差は明確ではないが、（会費など）上納金の有無で見分けるのが分かりやすい。

### 世界観

#### 神
一般に認識されているのは単一世界を対象とする上位存在で、世界の理を担当する管理者的な存在。しかし直接世界に干渉する事は「人類の堕落を招く」とされており、世界創生初期の神代の時代以降は、時折人々に「神託」を授け、人々の願いに応じて「奇跡」を行使する程度に留めている。
神々の勢力は地域毎に偏在しており、信者である人類を介して他の神群と日々勢力争いを繰り広げている。また複数の神が実在する世界のため、多神教が基本（ただし唯一神を称する神もいる）で体系だった神話は存在していない様子。
なお、朔をエーリヒに転生させ権能を与えたのは、更に上位から複数の異世界を管理している存在である（エーリヒは弥勒菩薩？と解釈し、未来仏と呼んでいる）。神々自身は、その上位存在を「クライアント」と認識しており、エーリヒに「元請けと下請けの関係」や「親会社から子会社へ出向」などを想起させ、信仰を躊躇わせることになった。
陽導神
三重帝国と近隣諸国で勢力を持つ神群に属する神の一柱。世界を遍く照らす太陽の神で、夜陰神の夫神。神群の主神であり、夫婦で時を司る神ともされる。かつては光を司る全き善神であったが、殺し愛の末に闇を司る全き悪神と善悪を分かち合い、現在の陽導神となった。神話でのエピソードから、一般には浮気性で恐妻家の「ダメとーちゃん」キャラとされる。
夜陰神
三重帝国と近隣諸国で勢力を持つ神群に属する神の一柱。慈母の神格、癒やしを司る月の女神で、陽導神の妻神。夫婦で時を司る神ともされる。かつては闇を司る全き悪神であったが、殺し愛の末に光を司る全き善神と善悪を分かち合い、現在の夜陰神となった。神話でのエピソードから、一般には優しく慈愛に溢れる反面、元悪神である故、夫の浮気には容赦ない「肝っ玉かーちゃん」キャラとされる。
豊穣神
三重帝国と近隣諸国で勢力を持つ神群に属する神の一柱。豊穣と繁殖、生命を司る大地の女神で、風雲神の妻神。農民の信仰を集める。本来は越年生で秋蒔きの植生を持つ麦を、この世界の信仰地域に限りその権能で春蒔きに変えている。
エーリヒが前世の記憶を思い出した5歳の時に教会のミサで、「あー……上位世界（クライアント）関係の……」との電波（託宣）と共に信仰系スキルのロックが解除され、信仰心の無い自分が信仰（信仰系スキルを取得）するのは「下請けへの圧迫なのでは？」と躊躇う切っ掛けを作った。
風雲神
三重帝国と近隣諸国で勢力を持つ神群に属する神の一柱。豊穣神の夫神。
風に因み情報伝達も司るが、かつて父（陽導神）の”恋文”を密告したことで酷い親子喧嘩を経験して以降、伝達する対象は「何があっても覗かない」方針を厳守しており、信徒にも徹底している。
銀氷神
三重帝国と近隣諸国で勢力を持つ神群に属する神の一柱。冷気と冬を司る、豊穣神の姉妹神。かつて風雲神を取り合ったため、豊穣神とは犬猿の仲で、現在でも風雲神のことは諦めていないらしい。
酒精神
三重帝国と近隣諸国で勢力を持つ神群に属する神の一柱。祝祭と享楽を司る酒の神。「宿酔いの苦痛も酒の醍醐味」のため、宿酔いを癒やす奇跡は存在しないらしい。
鉄火神
三重帝国と近隣諸国で勢力を持つ神群に属する神の一柱。鍛冶を司る。
試練神
三重帝国と近隣諸国で勢力を持つ神群に属する神の一柱。地上の人々を高みへ導くべく様々な試練を与える性別不詳の神。解決困難な事象が起きると「試練神の導き」、そうした災難に次々と見舞われるのは「試練神に気に入られた」と解釈される。また、高みを目指すため自ら試練を望むことを「坂の前で祈る」という。作中では「サディスト」のルビが振られることも。
輪転神
三重帝国と近隣諸国で勢力を持つ神群に属する神の一柱。運命を司る。思い通りに事態が進まない状況は試練神かこの神に関連付けられ、作中では「愉快犯」や「悲劇マニア」のルビが振られることも。
水潮神
三重帝国と近隣諸国で勢力を持つ神群に属する神の一柱。水運と物流を司る。その権能から「交流」や「出会い」を含み、詳細は不詳ながら作中では「恋バナフェチ」のルビが振られ、恋愛関係の伝承や逸話が多いと思われる。
雌熊大神 / 月湖神。
トリーノを中心に南方衛星諸国地域で信仰されていた地母神にして月の女神、更には夜闇を支配する獣の女王。
かつては南内海方面にも信仰が拡大していた強力な神格だったが、三重帝国で主流の神群がトリーノ周辺でも信仰を集めるに伴って、夜陰神の従属神（月湖神）として取り込まれつつある。

#### 種族
舞台となる異世界には、「人間」として認知されている複数の種族が存在するが、大別して現実世界の人間やその亜種に相当する「人類種」、人類種に他生物の要素を加えた「亜人種」、“魔素”を体内に蓄積する「魔種」に分かれる。その他にも「人間」には含まれない知性体も多く存在する。なお、これらの分類は長命種が始めたため、長命種が基準となっている。
また異種族間の婚姻も珍しくないが、ヒト種と異種族の間に生まれる子供に混血は存在せず、ほとんどの場合母親側の種族特性を持つ。
成年となる年齢は、生物的に長寿（あるいは寿命が無い）種ほど遅く、短命な種ほど早くなる。例えば、長命種や吸血種などは成年を百歳としている。ただヒト種が多数派を占める社会で育った場合、短命種などは周囲の同年代のヒト種に引きずられて精神的な成長が遅くなる傾向（マルギットの例）があるなど、一概には決められないのが実情。

##### 人類種
ヒト種（メンシュ）
現実世界の人間に相当する種。
身体能力は下から数えた方が早いといわれるほど低く、繁殖力もさして高い方ではないが環境適応力に秀でており、極寒の凍土から灼熱の砂漠まで世界中に生息域を広げている。また賢愚の種族・意外性の種族と言われるほど個体差が大きいのも特徴。さらに人類種の頂点となる長命種とほぼ同じ体型・構造であり、長命種が（自分用に）生み出す文明の利器を無改造で使える点も長所とされる。
この世界での平均寿命は80歳ほどで、三重帝国における成人年齢は15歳。
長命種（メトシェラ）
笹の葉形の耳が特徴で、基本的に容姿秀麗な種。
寿命を持たず、殺されない限り死なず、多重思考能力と優れた魔力、排泄不要の高性能な消化器官を持ち、睡眠すら必要としない肉体は成熟以後は老化しなくなる「人類種の最高峰」。
外見的には一般的なファンタジーのエルフに似た種だが、文化的には知識欲が旺盛で文明に耽溺する“新しいもの好き”。寿命の無い人生において退屈による精神の摩耗を何より厭い、「退屈しのぎ」のためならば悪辣にもなる享楽主義者でもある。
その種族特性から繁殖意欲に乏しく人数は少ないものの、生粋の優等種（貴種）として無意識な傲慢さを持つ。成人年齢は100歳。
中性人（ティーウィスコー）
北極圏にほど近い寒冷な地域に適応すべく独自の進化を遂げたヒト種の近縁種。
肉体構造はヒト種と変わらないが第二次性徴を迎えるまでは性別を持たず、それ以降は一ヶ月周期で男性と女性の間を無性を挟んで変化し続ける。これは過酷な環境下（自然災害や紛争など）で性別的な人数バランスが崩れた場合に、「不足している方」の性別へ変化して絶滅を避けるために取得した特性である。
なお妊娠（女性）した場合は相手（男性）と共に、子供の乳離れくらいまで性別が固定される。文化的にはその子を産んだ方が「母」と呼ばれる。
三重帝国より北方を起源とし、帝国へ入植したのが比較的近年のため国内においては馴染みの薄い種族である。
坑道種（ドヴェルク）
一般的なファンタジーのドワーフに似た種。そのイメージ通りに、短躯ながら熱に強く頑強。

##### 亜人種
蜘蛛人（アラクネ）
上半身が人間、下半身が蜘蛛の亜人種。下半身の蜘蛛の種類によって細分化しており、小柄な蠅捕蜘蛛種、大柄で細身な女郎蜘蛛種、巨体の大土蜘蛛種や足高蜘蛛種などが存在する。人型の顔についているレンズ眼とは別に、頭部に装飾品のような球体型の複眼が付いており、人類種よりも遥かに広い視野を持つ。
狩猟者や斥候、暗殺者などで広く知られるほど隠密行動に秀で、持久力には乏しいが瞬発力や暗視能力にも優れる。また女性優位の特性を持つ。寿命はヒト種に近く、三重帝国においては成人年齢も同じ15歳だが、肉体的には成人になるまでの成長が早く容姿の老化が遅い傾向にある。しかし老境に至ると一気に老け込むらしい。
人狼（ヴァラヴォルフ）
犬鬼とは異なる狼系の亜人種。平均寿命は50歳ほどで、長寿でも70歳を超えるのは稀である。
百足人（センチピードニィ）
上半身が人間、下半身が百足の亜人種。人型の腕を2対4本持つ他、百足型の長い胴体から多数の脚が生えており、壁や天井にも張り付け足場の悪い場所でも転倒せず行動できる。また、巨体ながらも軽量かつ扁平な胴体から隠密性にも優れる。反面、耐寒性に乏しく、また人型の口蓋の内側に歯ではなく「大顎」と呼ばれる第二の顎が折り畳まれており、硬い甲殻を噛み砕けるほか、下半身の百足の種類によっては毒を持つこともある。口の内側に見える大顎がヒト種にとっては威圧的なため、三重帝国においては口を開かず喋るよう教育する貴族文化がある。
馬肢人（ツェンタオア）
馬の首が人間の腰から上に挿げ変わったような、いわゆるケンタウロスに似た亜人種。
人馬一体の肉体と高い身体能力を活かす優れた戦士として知られる。下半身の馬の種類によって細分化しており、戦士の他、移動速度に優れ輸送業や通信業、馬力に秀で農業や建築業などに従事する者も多い。ヒト種と同じ上半身があるものの細かい作業が苦手で、料理や工作、高度な建築などの文化的なことは種族全般で不得手。馬と同じく寒さに強く、ショートスリーパーで、立ったままでも横になっても眠ることができ、体重も馬並みのため足の怪我は致命傷となる。
神代には“祝福された王国”を脅かし“生きた滅び”とまで呼ばれ、他人種の奴隷を多数従える大帝国まで築いたが、文明の発展に適応できなかったこともあり、現代では一般的な亜人種として扱われている。一方でかつての古き伝統や風習を現代まで受け継いでおり、神代には戦士として男女の別なく養育されていたため、名付けに際し男女の区別をしておらず、性別と名前が一致しないことがある。他にも馬の背は「氏神」と呼ばれる祖霊が乗る神聖な部位とされ、人を載せることは滅多になく、荷物も極力両脇に下げる形を取る。などのように、独自の文化や風習を数多く持つ。
熊体人（カリスティアン）
中央大陸北方の森林帯を起源とする、直立した熊と言った風体の亜人種。熊に劣らぬ巨体、鋭い爪、硬い毛皮、組み合えば亜竜を制することもある筋力を誇る（身体的な）最強種候補だが、平時には自然に親しみ詩を愛する穏やかで慈しみ深い種族である。
猫人/猫頭人（ブパティスィアン）
南西大陸を起源とする猫系の亜人種。猫型の頭と人間に似た全身に毛の生えた体型、猫を想起させる身軽でしなやかな身体能力が特徴。なおWeb版では「猫人」となっているが、書籍版では一部の箇所で「猫頭人」と記述されている。
獅子人（ネメアー）
金色の地肌の巨人に獅子の頭が載ったような亜人種。熊体人や牙長人と並ぶ屈強な肉体を持ち、獅子と同様に男性一名に対し複数の女性が妻となり、日常の雑事や雑魚の掃討は女性が、群れの脅威となる難敵には男性が対処する文化を持つ。
牙長人（マンクア）
直立した象のような亜人種。巨鬼にも劣らない3m近い巨体を持ち、ほとんどは温厚で気長で穏やかだが、一度荒ぶると辺り一面を引き潰し平原と化する暴れぶりでも知られる。

##### 魔種
魔力に含まれる“魔素”を蓄積する「魔晶」と呼ばれる器官を、生まれながら体内に持つ種族の総称。

“魔素”の詳細は不明だが、魔種に様々な特性を与える一方、蓄積量が限界を超えると自我や倫理観を失って怪物化し「魔物」と呼ばれるようになる。ただし“魔素”が溜まった高濃度な場所に長期間留まるなどの余程のことがない限り、魔物化することは稀。

国や地方によって扱いが異なり、基本的に差別のない帝国や吸血種が君主として君臨する国がある一方で、魔物と同一視されて激しい迫害を受ける国や地方も存在する。
吸血種（ヴァンピーレ）
高い身体能力と魔力に加え、驚異的な再生・回復能力で、魔種の王と位置づけられる種。
首を切り落とそうが、全身を切り刻もうが、灰になるまで焼き尽くそうが、特定の方法で殺されない限り蘇る不死性から不死者とも呼ばれる。
見た目はヒト種とほとんど変わらないが成長は遅く、帝国の吸血種の成人は約100歳と言われる。
三重帝国で主流の神群では、神代に「陽導神を騙して不死を得たヒト種の末裔」とされ、陽導神から呪いを、夜陰神から庇護を受けた。また三重帝国では人類種と認められるべく可能な限り吸血を忌避する文化が育まれた結果、ヒト種の肌に牙を立てる“堪え性のない輩”に対して「吸血鬼」と言う蔑称が用いられる。
巨鬼（オーガ）
鬼族の一種で、長い犬歯に鋭く尖った爪、金属を含む強靭な青い肌と靱性の高い合金製の骨格を持つ巨体の種。
武の種族ともいわれ、部族ごとに決められた位階があり闘争を存在意義とする。戦士となるのは女性（雌性体）であり、身体能力に劣る男性（雄性体）は戦士に奉仕することを本能とする。身長は雄性体であっても2mほど、雌性体であれば3mを超えることも珍しくない。
かつては82部族を数え大いに栄えたが、より激しい闘争を求めて好んで「復讐者」を生む出す風習から、31部族にまで減少した。現在では将来を見込んだ好敵手に対し儀礼的な接吻を交わし、他の同族に手出し無用を広く宣誓する“つば付け”と呼ばれる行為で代用している。なお他者が“つば付け”した相手を横取りした場合、血の報復を受けるとされる。
作中に登場するガルガンテュワ部族の位階（尊称）は、下から「果敢なる」、「不羈なる」（ロランス）、「不屈なる」、「勇猛なる」（ローレン）、「剛毅なる」となる。
小鬼（ゴブリン）
鬼族の一種で、ヒト種の子供ほどに小柄な体格と成人男性にも劣らぬ膂力を持つ種。ヒト種に次ぐ繁殖力で大陸中に生息域を広げている。寿命は短く、平均で40年ほど。ヒト種と並んで一般社会に溶け込んでいる。
犬鬼（ノール）
直立した犬科動物のような種。
顔つきによって細分化しており、鬣犬（ハイエナ）種、コヴォルド種などが存在する。優れた嗅覚を持つ事でも知られる。
豚鬼（オーク）
直立した豚のような種。
ヒト種であれば病的と言えるほど恰幅が良い体躯を持ち、俊敏性と力強さを併せ持つ。また、あまり知られていないが、犬鬼より優れた嗅覚を持っている（嗅覚のタイプが異なる）。

##### その他
樹人
樹の枝葉や根が絡み合って人の形を成したような種。
樹人の発生（誕生ではない）は非常に特殊で、一本の樹木に精霊が宿ることで生まれる。そのため本質は精霊に近く、樹木や自然に親しみ、総じて高い魔力を持つ。
妖精（アールヴ）
「自我を持つ現象」とも解釈される、肉体を持たない知性体。
何某かの現象や要素を司る存在で、通常は「個性」を持たないが、独自の個性を持つに至った高位種も存在する。その意思によって自然法則から逸脱した現象を引き起こすことができ、それらの現象や要素を直接的に司るが故、通常の魔導で彼らを阻むことは難しい。
悪戯好きで子供や金髪碧眼の者を好み、妖精に誘われるままに付いていくと明けない薄暮の丘で永遠に踊り続けることとなる。また気に入った者に対して、様々な（時に妖精の価値観に拠った独善的な）“祝福”を授けることもある。なお妖精からの祝福を“受けすぎる”と、その者も妖精へと変化する。
妖精にも階層的な上下関係があり、固有名を持つ上位の妖精もより上位の存在から特定人物への過度な支援（干渉）を慎む様に言われており、作中で風の妖精ロロットが「じょーおー様」と呼ぶ存在が頂点にいると思われる。下位の精霊が本来の権能を超えた“上位”の能力を使うことも可能だが、無理に使い続けると魔力が尽き自滅することになる。
半妖精（チェンジリング）
妖精の中には、幸福な家庭や子供に憧れて女性の胎に宿って肉体を得る者もおり、そうやって生まれた子供は「取り替え子（チェンジリング）」、種族としては「半妖精」と称される。ただし本人に「生まれる前は妖精だった」と言う自覚はない。しかし半妖精として生きるのは無理があるらしく、成長が遅れ気味で、また虚弱で死にやすく、7年も生きながらえるのは稀である。司る要素に関した魔法に高い適性を持ち、また金髪碧眼の者を好むなど、元々の妖精としての性質を持ち合わせる「肉体を持つ妖精」。
なお世間一般では「お腹の子が妖精と取り替えられた」と信じられている様子だが、真実は先述した通りのため「妖精に連れ去られたお腹の子」は想像による理由付けであり実在しない。
送り狼（シュッツヴォルフ）
夜道で迷い人を助ける、妖精狼。
夜闇の妖精（スヴァルトアールヴ）
黒褐色の肌と月光のような白い髪、鳩血色の瞳にオオミズアオにも似た淡く光る羽を持つ。どんな闇でも見通す能力や、あらゆるものを闇で盲いさせる能力を持つ。時刻（太陽の位置）や月齢によって発揮できる能力の強弱が変わり、新月の真夜中が最も能力を発揮できる。また体の大きさをある程度変えられるらしく、ヒト種の子供と同程度のときもあれば、ヒト種の掌大の「フィギュアサイズ」で現れる場面もある。
風の妖精（シルフィード）
チューブトップのワンピースを纏い背に虫のような羽を生やした、外見は典型的な妖精らしい妖精。風を操る能力や、呼吸する存在を把握する能力を持つ。風や空気のある場所ならば何処にでも存在するが、風の吹かない密閉空間では能力が制限される様子。
霜の妖精（ライフアールヴ）
冬を呼び、冬を強めるだけの妖精。
家事妖精（シルキー）
家に憑き、家人の代わりに家事をこなす妖精。気難しい性格で、家人に姿を見せることはほとんどなく、家人が気に入らなければ悪戯を尽くして追い出そうとする。また、家事を「家人に取られる」と機嫌が悪くなる。

不死者（アンデッド）
この世界において「不死者」と呼ばれる存在は、大きく3種に分けられる。1つ目は長命種や吸血種のような寿命を持たない種族の異名だが、殺す方法は存在するため「不死者」と呼ばれることは稀である。2つ目は何某かの理由で「“死”を失った」存在であり、知性を持つ幽霊や死霊などがこれに当たる。3つ目は“操られた”、あるいは“乗っ取られた”遺体であり、動死体などのような自然の摂理に反する存在である。
死霊（レイス）
生きた存在が死の間際に、持ちうる力を全て振り絞り「その存在をこの世に強く焼き付ける」ことで発生する、とされる存在。姿は半透明になるが生前と変わらず、他の物体に触れることも可能で、生者は死霊の触感や体温も感じることができる。一方で冷気を発する魔法能力を持ち、生物だけでなく魔法障壁まで凍らせる様は正しく「人の形をした死」と言える。また生命に憧れを持つとされる。
三重帝国においては“故人”として扱われ生前の財産や権利等は失うが、死後に手に入れた財産や権利等は保証されるとのこと。

竜種
一般的なファンタジー世界のドラゴン同様の、古代より存在する強大な非人間型生物。
騎竜
亜竜の一種で、知能が高く群れを成す性質から、人間に飼い馴らされており、軍用馬と同様に軍用生物として運用されている。その生態や能力によって細かな種に区分されており、高山種は亜音速で飛びながら炎を吐き、平原種に飛行能力はないが翼の羽ばたきで地形を変えるほどの風圧を生み出す。
無肢竜（ワーム）
亜竜の一種で、脚や翼がなく、原始的で知能も低く、鉱脈を食い地中で生きる、蛇やミミズにも似た巨大な下等生物。ヤスリのような甲鱗とヤツメウナギにも似た鋭い歯が特徴で、成体であれば胴は直径3メートル、体長は数十メートルにもおよび、その巨体と脅威から区分上は竜の一種として扱われているが、知性ある上位の竜は同種と認めていない。

#### 文化等
基本的には産業革命以前のヨーロッパにも似た文化を持つが、ドイツの行政管区システムや製紙法や入浴習慣、手押しポンプなどが存在し、知識層には大地が「天体」であることや万有引力の法則などが知られ、古代ローマから19世紀ごろまでのファッションが混在しているため、エーリヒは「自身と同様の転生者がぼちぼち存在したのではなかろうか」と推測している。
通貨
三重帝国における硬貨は金貨・銀貨・銅貨があり、クォーターと呼ばれる大判銅貨（銅貨25枚分）を含めて4種類が流通している。基本の換金レートは1ドラクマ（金貨）＝100リブラ（銀貨）＝10000アス（銅貨）となる。
この世界の硬貨は実物貨幣であり、額面は同じでも各時代の為政者が発行した様々な硬貨に含有される貴金属の量に依存した価値となる。その差異は価値の高い金貨に顕著に表れ、劣悪金貨の代表例とされるジョゼ一世（吝嗇帝）時代の発行通貨は通称「ジョゼ銭」と呼ばれ、概ね額面の2/3ほどの価値と見做されている。また銀貨（ランペル大僧正記念銀貨：高品質）や大判銅貨（ベイトン大銅貨：やや低品質）でも差異は小さいが同様の現象が起こっている。
ちなみに同業者組合による約束手形があり、主に貴種や商売人などが高額な金銭のやり取りをする場面で使われている。
生命礼賛主義者
ロリコンあるいはショタコンのような、小児性愛者の迂遠な表現。とある聖職者が、ヒト種基準で「幼い」容姿を持つ人種に対する偏愛を「若さ溢れる瑞々しい生命力を礼賛する純粋な気持ち」と表現した故事に由来するとされる。
兵演棋
三重帝国と周辺諸国で人気のボードゲーム。12×12マスのボード上で駒を取り合う将棋やチェスにも似たゲームだが、固定の2種の駒以外は様々な特性を持つ駒から任意のものを選び配置できると言うデッキ構築の要素を持つ。駒は板に略号を記しただけの簡易なものから、歴史上の人物をモチーフにしたフィギュア状のものまでバラエティに富み、単品の駒そのものが商品価値を持つほど。
組絵細工
三重帝国では安価で一般的なパズル。四角形と三角形の板7種を組み合わせお題の形状を作るもの。

## 既刊一覧

### 小説
- Schuld（著）・ランサネ（イラスト）、オーバーラップ〈オーバーラップ文庫〉、既刊13巻（2025年4月25日現在）
  - 『TRPGプレイヤーが異世界で最強ビルドを目指す 1 〜ヘンダーソン氏の福音を〜』 2020年4月25日発売[22]、ISBN 978-4-86554-638-5
  - 『TRPGプレイヤーが異世界で最強ビルドを目指す 2 〜ヘンダーソン氏の福音を〜』 2020年8月25日発売[23]、ISBN 978-4-86554-718-4
  - 『TRPGプレイヤーが異世界で最強ビルドを目指す 3 〜ヘンダーソン氏の福音を〜』 2021年1月25日発売[24]、ISBN 978-4-86554-822-8
  - 『TRPGプレイヤーが異世界で最強ビルドを目指す 4 上 〜ヘンダーソン氏の福音を〜』 2021年6月25日発売[25]、ISBN 978-4-86554-934-8
  - 『TRPGプレイヤーが異世界で最強ビルドを目指す 4 下 〜ヘンダーソン氏の福音を〜』 2021年9月25日発売[26]、ISBN 978-4-8240-0000-2
    - 特装版（OVERLAP STORE先行予約限定 アクリルブロック付き）

  - 『TRPGプレイヤーが異世界で最強ビルドを目指す 5 〜ヘンダーソン氏の福音を〜』 2022年2月25日発売[27]、ISBN 978-4-8240-0108-5
    - 特装版（OVERLAP STORE先行予約限定 アクリルブロック付き）

  - 『TRPGプレイヤーが異世界で最強ビルドを目指す 6 〜ヘンダーソン氏の福音を〜』 2022年7月25日発売[28]、ISBN 978-4-8240-0239-6
    - 特装版（OVERLAP STORE先行予約限定 ダイス＆ダイストレイ付き）

  - 『TRPGプレイヤーが異世界で最強ビルドを目指す 7 〜ヘンダーソン氏の福音を〜』 2022年11月25日発売[29]、ISBN 978-4-8240-0335-5
    - 特装版（OVERLAP STORE先行予約限定 ダイス＆アクリルトークン付き）

  - 『TRPGプレイヤーが異世界で最強ビルドを目指す 8 〜ヘンダーソン氏の福音を〜』 2023年4月25日発売[30]、ISBN 978-4-8240-0467-3
    - 特装版（OVERLAP STORE先行予約限定 10面ダイス＆アクリルトークン＆ダイスポーチ付き）

  - 『TRPGプレイヤーが異世界で最強ビルドを目指す 9 上 〜ヘンダーソン氏の福音を〜』 2023年10月25日発売[31]、ISBN 978-4-8240-0630-1
    - 特装版（OVERLAP STORE先行予約限定 ラバーマット付き）

  - 『TRPGプレイヤーが異世界で最強ビルドを目指す 9 下 〜ヘンダーソン氏の福音を〜』 2024年3月25日発売[32]、ISBN 978-4-8240-0761-2
    - 特装版（OVERLAP STORE先行予約限定 アクリルクロック付き）

  - 『TRPGプレイヤーが異世界で最強ビルドを目指す 10 〜ヘンダーソン氏の福音を〜』 2024年9月25日発売[33]、ISBN 978-4-8240-0948-7
    - 特装版（OVERLAP STORE先行予約限定 B5バインダー付き）

  - 『TRPGプレイヤーが異世界で最強ビルドを目指す 11 上 〜ヘンダーソン氏の福音を〜』 2025年4月25日発売[34]、ISBN 978-4-8240-1149-7
    - 特装版（OVERLAP STORE先行予約限定 エッチングしおり付き）

### 漫画
- 内田テモ（漫画）・Schuld（原作）・ランサネ（キャラクター原案） 『TRPGプレイヤーが異世界で最強ビルドを目指す ヘンダーソン氏の福音を』 KADOKAWA〈電撃コミックスNEXT〉、既刊1巻（2023年4月27日現在）
  1. 2023年4月27日発売[35]、ISBN 978-4-04-914925-8